# FDP-Bundesvorstand

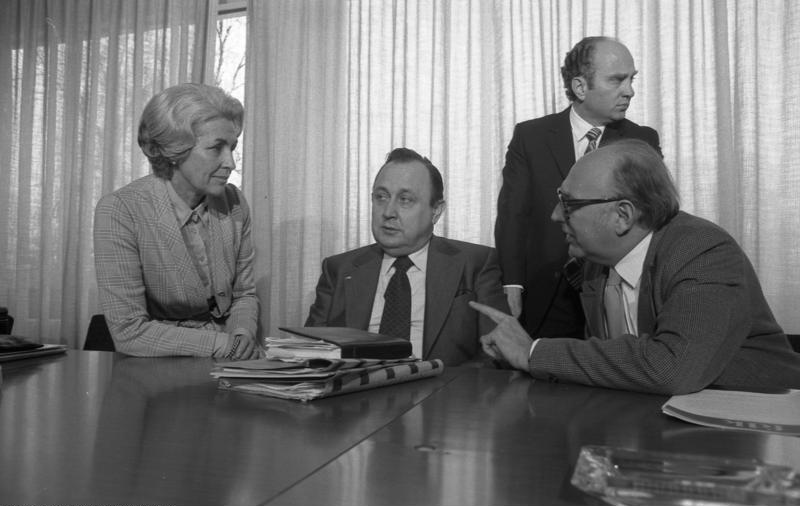
Tagung des FDP-Bundesvorstands in Bonn, März 1974

Der FDP-Bundesvorstand leitet die Freie Demokratische Partei. Er beschließt über alle organisatorischen und politischen Fragen im Sinne der Beschlüsse des Bundesparteitages und des Kongresses der ALDE-Partei. Zu seinen Aufgaben gehört die Anstellung und Entlassung des Bundesgeschäftsführers. Er beruft die von der FDP zu entsendenden Delegierten zu den Jahresversammlungen der Liberalen Internationale.

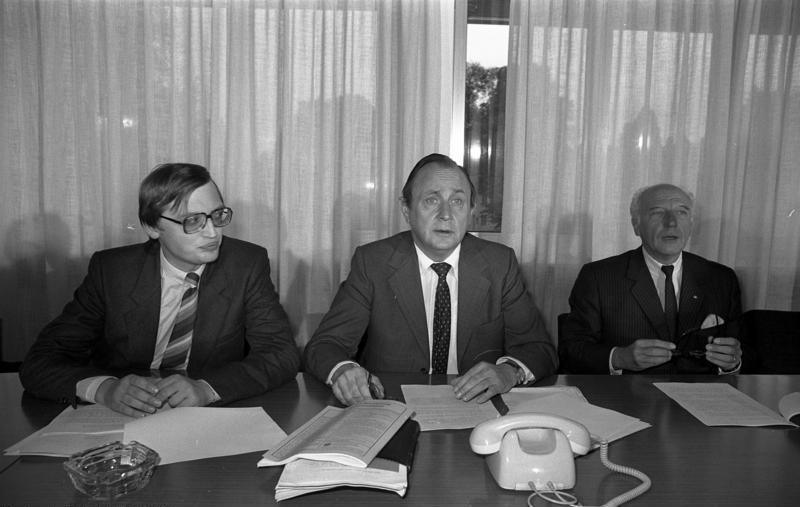
Tagung des FDP-Bundesvorstands in Bonn, 1980

Der Bundesvorstand beruft den Bundesparteitag ein und kann Bundesfachausschüsse und Arbeitskreise zur fachlichen Beratung und Unterstützung einsetzen. Er beschließt ferner über die Etats der Bundespartei sowie über den vom Parteiengesetz vorgeschriebenen Rechenschaftsbericht (siehe auch Parteienfinanzierung). Die laufenden Geschäfte des Bundesvorstands werden vom Präsidium erledigt.

## Zusammensetzung
Der FDP-Bundesvorstand besteht laut Satzung aus:
- dem Präsidium, und zwar
  - dem Bundesvorsitzenden,
  - den drei stellvertretenden Vorsitzenden,
  - dem Bundesschatzmeister,
  - dem Vorsitzenden der Bundestagsfraktion oder seinem von der Bundestagsfraktion zu bestimmenden ständigen Vertreter
  - den drei Beisitzern des Präsidiums,
  - einem von den FDP-Mitgliedern in der Liberalen Fraktion des Europäischen Parlaments aus ihrer Mitte zu bestimmenden Vertreter,
  - dem Generalsekretär, der vom Bundesparteitag auf Vorschlag des Bundesvorsitzenden gewählt wird,
- 34 weiteren Beisitzern,
- den der Partei angehörenden Bundesministern und Regierungschefs der Länder sowie den der FDP angehörenden Mitgliedern der Kommission der EU; scheidet einer von ihnen aus seinem Amt aus, so behält er seine Zugehörigkeit zum Bundesvorstand bis zu dessen Neuwahl.

Das Ombudsmitglied, welches die Einhaltung der Beschlusslage überwacht und innerparteiliche Streitigkeiten oder Fehlverhalten schlichten soll, kann an den Sitzungen des Bundesvorstandes ohne Stimmrecht teilnehmen.
Auf Beschluss des Bundesvorstandes können an seinen Sitzungen ohne Stimmrecht teilnehmen:
- die vom Bundesparteitag gewählten, der FDP angehörenden Mitglieder des Rates der ALDE-Partei.
- der Bundesvorsitzende der Jungen Liberalen;
- der Bundesvorsitzende der Vereinigung Liberaler Kommunalpolitiker (VLK);
- die Bundesvorsitzende der Bundesvereinigung Liberaler Frauen;
- der Vorsitzende des Bundesverbandes Liberaler Senioren;
- der Vorsitzende des Bundesverbandes Liberaler Hochschulgruppen;

oder deren ständige Vertreter, sofern sie Mitglied der FDP sind und dem Bundesvorstand nicht in anderer Eigenschaft angehören.

## Aktuelle Mitglieder (seit 2025)
Gemäß der Wahl auf dem 76. ordentlichen Bundesparteitag gehören dem FDP-Bundesvorstand in der Amtszeit von 2025 bis 2027 an:
| Name                                 | Funktion                                                                                         | Foto |
| ------------------------------------ | ------------------------------------------------------------------------------------------------ | ---- |
| Präsidium                            |                                                                                                  |      |
| Christian Dürr                       | Vorsitzender                                                                                     |      |
| Wolfgang Kubicki                     | Stellvertretender Vorsitzender                                                                   |      |
| Svenja Hahn                          | Stellvertretende Vorsitzende                                                                     |      |
| Henning Höne                         | Stellvertretender Vorsitzender                                                                   |      |
| Michael Georg Link                   | Bundesschatzmeister                                                                              |      |
| Florian Toncar                       | Beisitzer des Präsidiums                                                                         |      |
| Lydia Hüskens                        | Beisitzerin des Präsidiums                                                                       |      |
| Susanne Seehofer                     | Beisitzerin des Präsidiums                                                                       |      |
| Marie-Agnes Strack-Zimmermann        | Vertreterin der Fraktion Renew Europe                                                            |      |
| Nicole Büttner                       | Generalsekretärin                                                                                |      |
| Gäste im Präsidium (ohne Stimmrecht) |                                                                                                  |      |
| Hermann Otto Solms                   | Ehrenvorsitzender                                                                                |      |
| Hans-Ulrich Rülke                    | Ständiger Gast als Sprecher der FDP-Fraktionsvorsitzendenkonferenz                               |      |
| Karl-Heinz Paqué                     | Ständiger Gast als Vorsitzender der Friedrich-Naumann-Stiftung und der Liberalen Internationalen |      |
| Daniela Schmitt                      | Ständiger Gast als stellvertretende Ministerpräsidentin von Rheinland-Pfalz                      |      |
| Maria Wandel                         | Ständiger Gast als Bundesgeschäftsführerin der FDP                                               |      |
| Beisitzer 1. Abteilung               |                                                                                                  |      |
| Judith Skudelny                      | Vertreterin des Landesverbandes Baden-Württemberg                                                |      |
| Katja Hessel                         | Vertreterin des Landesverbandes Bayern                                                           |      |
| Daniela Kluckert                     | Vertreterin des Landesverbandes Berlin                                                           |      |
| Zyon Braun                           | Vertreter des Landesverbandes Brandenburg                                                        |      |
| Thore Schäck                         | Vertreter des Landesverbandes Bremen                                                             |      |
| Finn Ole Ritter                      | Vertreter des Landesverbandes Hamburg                                                            |      |
| Thorsten Lieb                        | Vertreter des Landesverbandes Hessen                                                             |      |
| Gero Pickert                         | Vertreter des Landesverbandes Mecklenburg-Vorpommern                                             |      |
| Konstantin Kuhle                     | Vertreter des Landesverbandes Niedersachsen                                                      |      |
| Moritz Körner                        | Vertreter des Landesverbandes Nordrhein-Westfalen                                                |      |
| Steven Wink                          | Vertreter des Landesverbandes Rheinland-Pfalz                                                    |      |
| Angelika Hießerich-Peter             | Vertreterin des Landesverbandes Saarland                                                         |      |
| Torsten Herbst                       | Vertreter des Landesverbandes Sachsen                                                            |      |
| Andreas Silbersack                   | Vertreter des Landesverbandes Sachsen-Anhalt                                                     |      |
| Christopher Vogt                     | Vertreter des Landesverbandes Schleswig-Holstein                                                 |      |
| Beisitzer 2. Abteilung               |                                                                                                  |      |
| Linda Teuteberg                      |                                                                                                  |      |
| Otto Fricke                          |                                                                                                  |      |
| Jens Teutrine                        |                                                                                                  |      |
| Maria Westphal                       |                                                                                                  |      |
| Johannes Vogel                       |                                                                                                  |      |
| Wiebke Knell                         |                                                                                                  |      |
| Anja Schulz                          |                                                                                                  |      |
| Ria Schröder                         |                                                                                                  |      |
| Jens Brandenburg                     |                                                                                                  |      |
| Frank Schäffler                      |                                                                                                  |      |
| Franziska Brandmann                  | Vorsitzende der Jungen Liberalen                                                                 |      |
| Muhanad Al-Halak                     |                                                                                                  |      |
| Alexander Müller                     |                                                                                                  |      |
| Maren Jasper-Winter                  |                                                                                                  |      |
| David Dietz                          |                                                                                                  |      |
| Marko Miholic                        |                                                                                                  |      |
| Helmar Krane                         |                                                                                                  |      |
| Marie-Florence Mahwera               |                                                                                                  |      |
| Weitere Mitglieder (ohne Stimmrecht) |                                                                                                  |      |
| Maja Pfister                         | Ombudsmitglied                                                                                   |      |

## Bisherige gewählte Mitglieder (seit 1949)
| Name                                  | Funktion                             | Beginn             | Bundesparteitag                        | Ende               |
| ------------------------------------- | ------------------------------------ | ------------------ | -------------------------------------- | ------------------ |
| Ernst Achenbach                       | Beisitzer Bundesvorstand             | 28. März 1958      | Bundesparteitag 1958                   | 23. Juni 1970      |
| Axel Adamietz                         | Beisitzer Bundesvorstand             | 10. Juni 1995      | Bundesparteitag 1995                   | 24. Mai 1997       |
| Christian Ahrendt                     | Beisitzer Bundesvorstand             | 16. Juni 2007      | Bundesparteitag 2007                   | 9. März 2013       |
| Mechthild von Alemann                 | Beisitzerin Bundesvorstand           | 2. Juni 1984       | Bundesparteitag 1984                   | 12. Juni 1993      |
| Alexander Alvaro                      | Beisitzer Bundesvorstand             | 6. Mai 2005        | Bundesparteitag 2005                   | 14. Mai 2011       |
| Roland Appel                          | Mitglied per Amt                     | 11. Mai 1981       | Bundesparteitag 1981                   | 6. November 1982   |
| Heinrich Arens                        | Beisitzer Bundesvorstand             | 29. Mai 1999       | Bundesparteitag 1999                   | 5. Mai 2001        |
| Hermann Ferdinand Arning              | Mitglied per Amt                     | 30. Januar 1968    | Bundesparteitag 1968                   | 23. Juni 1970      |
| Hermann Ferdinand Arning              | Beisitzer Bundesvorstand             | 23. Juni 1970      | Bundesparteitag 1970                   | 19. November 1976  |
| Karl Atzenroth                        | Beisitzer Bundesvorstand             | 20. April 1956     | Bundesparteitag 1956                   | 28. März 1958      |
| Karl Atzenroth                        | Beisitzer Bundesvorstand             | 28. Januar 1960    | Bundesparteitag 1960                   | 6. Juni 1966       |
| Gisela Babel                          | Beisitzerin Bundesvorstand           | 24. Mai 1997       | Bundesparteitag 1997                   | 6. Mai 2005        |
| Dietrich Bahner                       | Beisitzer Bundesvorstand             | 30. Januar 1968    | Bundesparteitag 1968                   | 23. Juni 1970      |
| Daniel Bahr                           | Beisitzer Bundesvorstand             | 5. Mai 2001        | Bundesparteitag 2001                   | 14. Mai 2011       |
| Martin Bangemann                      | Beisitzer Bundesvorstand             | 23. Juni 1970      | Bundesparteitag 1970                   | 1. Oktober 1974    |
| Martin Bangemann                      | Generalsekretär                      | 1. Oktober 1974    | Bundesparteitag 1974                   | 19. November 1976  |
| Martin Bangemann                      | Beisitzer Bundesvorstand             | 1. Oktober 1974    | Bundesparteitag 1974                   | 13. November 1978  |
| Martin Bangemann                      | Mitglied per Amt                     | 6. November 1982   | Bundesparteitag 1982                   | 24. Mai 1986       |
| Martin Bangemann                      | Bundesvorsitzender                   | 23. Februar 1985   | Bundesparteitag 1985                   | 7. Oktober 1988    |
| Martin Bangemann                      | Mitglied per Amt                     | 7. Oktober 1988    | Bundesparteitag 1988                   | 11. August 1990    |
| Ella Barowsky                         | Beisitzerin Bundesvorstand           | 29. April 1950     | Bundesparteitag 1950                   | 18. September 1951 |
| Uwe Barth                             | Beisitzer Bundesvorstand             | 16. Mai 2003       | Bundesparteitag 2003                   | 7. Dezember 2013   |
| Uwe Barth                             | Stellvertretender Bundesvorsitzender | 7. Dezember 2013   | Außerordentlicher Bundesparteitag 2013 | 16. Mai 2015       |
| Hans-Artur Bauckhage                  | Beisitzer Bundesvorstand             | 24. Mai 1997       | Bundesparteitag 1997                   | 14. Mai 2011       |
| Gerhart Baum                          | Beisitzer Bundesvorstand             | 30. Januar 1968    | Bundesparteitag 1968                   | 13. November 1978  |
| Gerhart Baum                          | Beisitzer Präsidium                  | 13. November 1978  | Bundesparteitag 1978                   | 6. November 1982   |
| Gerhart Baum                          | Stellvertretender Bundesvorsitzender | 6. November 1982   | Bundesparteitag 1982                   | 1. November 1991   |
| Gerhart Baum                          | Beisitzer Bundesvorstand             | 1. November 1991   | Bundesparteitag 1991                   | 24. Mai 1997       |
| Hans-Jürgen Baumann                   | Beisitzer Bundesvorstand             | 29. April 1950     | Bundesparteitag 1950                   | 18. September 1951 |
| Max Becker                            | Beisitzer Bundesvorstand             | 25. März 1955      | Bundesparteitag 1955                   | 20. April 1956     |
| Max Becker                            | Geschäftsführender Vorstand          | 28. März 1958      | Bundesparteitag 1958                   | 22.05.1959         |
| Max Becker                            | Beisitzer                            | 22.05.1959         | Bundesparteitag 1959                   | 28. Januar 1960    |
| Lasse Becker                          | Beisitzer Bundesvorstand             | 14. Mai 2011       | Bundesparteitag 2011                   | 7. Dezember 2013   |
| Klaus Beckmann                        | Mitglied per Amt                     | 7. Oktober 1988    | Bundesparteitag 1988                   | 11. August 1990    |
| Nicola Beer                           | Beisitzer Bundesvorstand             | 16. Juni 2007      | Bundesparteitag 2007                   | 7. Dezember 2013   |
| Nicola Beer                           | Generalsekretärin                    | 7. Dezember 2013   | Außerordentlicher Bundesparteitag 2013 | 26. April 2019     |
| Nicola Beer                           | Stellvertretende Bundesvorsitzende   | 26. April 2019     | Bundesparteitag 2019                   | 21. April 2023     |
| Stefanie Bermanseder                  | Beisitzerin Bundesvorstand           | 6. Mai 2005        | Bundesparteitag 2005                   | 16.05.2009         |
| Stefan Berndes                        | Beisitzer Bundesvorstand             | 29. Mai 1999       | Bundesparteitag 1999                   | 5. Mai 2001        |
| Gregor Beyer                          | Beisitzer Bundesvorstand             | 14. Mai 2011       | Bundesparteitag 2011                   | 16. Mai 2015       |
| Otto Bezold                           | Vertreter der Landesverbände         | 18. September 1951 | Bundesparteitag 1951                   | 25. Januar 1957    |
| Otto Bezold                           | Beisitzer                            | 25. Januar 1957    | Bundesparteitag 1957                   | 28. März 1958      |
| Rolf Bialas                           | Beisitzer Bundesvorstand             | 6. November 1982   | Bundesparteitag 1982                   | 2. Juni 1984       |
| Dieter Biallas                        | Beisitzer Bundesvorstand             | 19. November 1976  | Bundesparteitag 1976                   | 13. November 1978  |
| Stefan Birkner                        | Beisitzer Bundesvorstand             | 9. März 2013       | Bundesparteitag 2013                   | 16. Mai 2015       |
| Stefan Birkner                        | Beisitzer Bundesvorstand             | 26. April 2019     | Bundesparteitag 2019                   | 21. April 2023     |
| Karl Theodor Bleek                    | Geschäftsführender Vorstand          | 11. Juni 1949      | Bundesparteitag 1949                   | 18. September 1951 |
| Franz Blücher                         | Stellvertretender Bundesvorsitzender | 11. Juni 1949      | Bundesparteitag 1949                   | 29. April 1950     |
| Franz Blücher                         | Bundesvorsitzender                   | 29. April 1950     | Bundesparteitag 1950                   | 3. März 1954       |
| Franz Blücher                         | Mitglied per Amt                     | 3. März 1954       | Bundesparteitag 1954                   | 25. März 1955      |
| Barbara Bludau                        | Beisitzerin Bundesvorstand           | 24. Mai 1986       | Bundesparteitag 1986                   | 7. Oktober 1988    |
| Gisela Bock                           | Beisitzerin Präsidium                | 10. Juni 1995      | Bundesparteitag 1995                   | 24. Mai 1997       |
| Jürgen Bohn                           | Stellvertretender Bundesvorsitzender | 10. Juni 1995      | Bundesparteitag 1995                   | 24. Mai 1997       |
| Jürgen Bohn                           | Beisitzer Bundesvorstand             | 24. Mai 1997       | Bundesparteitag 1997                   | 29. Mai 1999       |
| Peter Bollhagen                       | Beisitzer Bundesvorstand             | 6. Mai 2005        | Bundesparteitag 2005                   | 16. Juni 2007      |
| William Borm                          | Vertreter der Landesverbände         | 28. Januar 1960    | Bundesparteitag 1960                   | 30. Januar 1968    |
| William Borm                          | Beisitzer Bundesvorstand             | 30. Januar 1968    | Bundesparteitag 1968                   | 6. November 1982   |
| Georg Borttscheller                   | Vertreter der Landesverbände         | 18. November 1952  | Bundesparteitag 1952                   | 30. Januar 1968    |
| Franziska Brandmann                   | Beisitzerin Bundesvorstand           | 23. April 2022     | Bundesparteitag 2022                   | amtierend          |
| Carola von Braun                      | Beisitzerin Bundesvorstand           | 24. Mai 1986       | Bundesparteitag 1986                   | 1. November 1991   |
| Carola von Braun                      | Beisitzerin Präsidium                | 1. November 1991   | Bundesparteitag 1991                   | 10. Juni 1995      |
| Peter Braun                           | Beisitzer Bundesvorstand             | 24. Mai 1997       | Bundesparteitag 1997                   | 5. Mai 2001        |
| Heiner Bremer                         | Mitglied per Amt                     | 23. Juni 1970      | Bundesparteitag 1970                   | 24. Oktober 1972   |
| Heiner Bremer                         | Beisitzer Bundesvorstand             | 24. Oktober 1972   | Bundesparteitag 1972                   | 13. November 1978  |
| Rainer Brüderle                       | Beisitzer Bundesvorstand             | 2. Juni 1984       | Bundesparteitag 1984                   | 10. Juni 1995      |
| Rainer Brüderle                       | Stellvertretender Bundesvorsitzender | 10. Juni 1995      | Bundesparteitag 1995                   | 14. Mai 2011       |
| Arnd Brummer                          | Beisitzer Bundesvorstand             | 24. Mai 1997       | Bundesparteitag 1997                   | 29. Mai 1999       |
| Gerd Brunner                          | Beisitzer Bundesvorstand             | 11. August 1990    | Vereinigungsparteitag der FDP 1990     | 1. November 1991   |
| Manfred Brunner                       | Beisitzer Bundesvorstand             | 6. November 1982   | Bundesparteitag 1982                   | 2. Juni 1984       |
| Manfred Brunner                       | Beisitzer Präsidium                  | 2. Juni 1984       | Bundesparteitag 1984                   | 7. Oktober 1988    |
| Klaus Brunnstein                      | Beisitzer Bundesvorstand             | 5. Dezember 1980   | Bundesparteitag 1980                   | 2. Juni 1984       |
| Sylvia Bruns                          | Beisitzerin Bundesvorstand           | 29. April 2017     | Bundesparteitag 2017                   | 21. April 2023     |
| Ignatz Bubis                          | Beisitzer Bundesvorstand             | 10. Juni 1995      | Bundesparteitag 1995                   | 29. Mai 1999       |
| Ewald Bucher                          | Beisitzer Bundesvorstand             | 20. April 1956     | Bundesparteitag 1956                   | 25. Januar 1957    |
| Ewald Bucher                          | Geschäftsführender Vorstand          | 25. Januar 1957    | Bundesparteitag 1957                   | 28. März 1958      |
| Ewald Bucher                          | Beisitzer Bundesvorstand             | 28. März 1958      | Bundesparteitag 1958                   | 2. Juni 1964       |
| Ewald Bucher                          | Stellvertretender Bundesvorsitzender | 2. Juni 1964       | Bundesparteitag 1964                   | 30. Januar 1968    |
| Ewald Bucher                          | Beisitzer Bundesvorstand             | 30. Januar 1968    | Bundesparteitag 1968                   | 23. Juni 1970      |
| Axel Graf Bülow                       | Beisitzer Bundesvorstand             | 16. Mai 2015       | Bundesparteitag 2015                   | 14. Mai 2021       |
| Ernst Burgbacher                      | Beisitzer Bundesvorstand             | 16. Mai 2003       | Bundesparteitag 2003                   | 9. März 2013       |
| Marco Buschmann                       | Beisitzer Bundesvorstand             | 9. März 2013       | Bundesparteitag 2013                   | 7. Dezember 2013   |
| Peter Caesar                          | Beisitzer Bundesvorstand             | 11. August 1990    | Vereinigungsparteitag der FDP 1990     | 29. Mai 1999       |
| Sylvia Canel                          | Beisitzerin Bundesvorstand           | 9. März 2013       | Bundesparteitag 2013                   | 16. Mai 2015       |
| Wolf Rainer Cario                     | Beisitzer Bundesvorstand             | 11. August 1990    | Vereinigungsparteitag der FDP 1990     | 1. November 1991   |
| Jorgo Chatzimarkakis                  | Beisitzer Bundesvorstand             | 10. Juni 1995      | Bundesparteitag 1995                   | 14. Mai 2011       |
| Walter Conrad                         | Vertreter der Landesverbände         | 18. September 1951 | Bundesparteitag 1951                   | 18. November 1952  |
| Kirsten Cortez de Lobao               | Beisitzerin Bundesvorstand           | 29. April 2017     | Bundesparteitag 2017                   | 14. Mai 2021       |
| Harald Cronauer                       | Beisitzer Bundesvorstand             | 1. November 1991   | Bundesparteitag 1991                   | 10. Juni 1995      |
| Dieter-Julius Cronenberg              | Mitglied per Amt                     | 24. Mai 1986       | Bundesparteitag 1986                   | 11. August 1990    |
| Rolf Dahlgrün                         | Mitglied per Amt                     | 2. Juni 1964       | Bundesparteitag 1964                   | 6. Juni 1966       |
| Ralf Dahrendorf                       | Beisitzer Bundesvorstand             | 30. Januar 1968    | Bundesparteitag 1968                   | 19. November 1976  |
| Mehmet Daimagüler                     | Beisitzer Bundesvorstand             | 29. Mai 1999       | Bundesparteitag 1999                   | 6. Mai 2005        |
| Gerhard Daub                          | Beisitzer Bundesvorstand             | 25. Januar 1957    | Bundesparteitag 1957                   | 28. Januar 1960    |
| Klaus Dehler                          | Vertreter der Landesverbände         | 6. Juni 1966       | Bundesparteitag 1966                   | 30. Januar 1968    |
| Thomas Dehler                         | Geschäftsführender Vorstand          | 11. Juni 1949      | Bundesparteitag 1949                   | 29. April 1950     |
| Thomas Dehler                         | Mitglied per Amt                     | 29. April 1950     | Bundesparteitag 1950                   | 3. März 1954       |
| Thomas Dehler                         | Bundesvorsitzender                   | 3. März 1954       | Bundesparteitag 1954                   | 25. Januar 1957    |
| Thomas Dehler                         | Geschäftsführender Vorstand          | 25. Januar 1957    | Bundesparteitag 1957                   | 22. Mai 1959       |
| Thomas Dehler                         | Beisitzer Bundesvorstand             | 22. Mai 1959       | Bundesparteitag 1959                   | 30. Januar 1968    |
| Stefan Diekwisch                      | Beisitzer Bundesvorstand             | 1. November 1991   | Bundesparteitag 1991                   | 10. Juni 1995      |
| Bijan Djir-Sarai                      | Beisitzer Bundesvorstand             | 29. April 2017     | Bundesparteitag 2017                   | amtierend          |
| Josef Dohr                            | Vertreter der Landesverbände         | 25. März 1955      | Bundesparteitag 1955                   | 20. April 1956     |
| René Domke                            | Beisitzer Bundesvorstand             | 9. März 2013       | Bundesparteitag 2013                   | amtierend          |
| Patrick Döring                        | Bundesschatzmeister                  | 14. Mai 2011       | Bundesparteitag 2011                   | 9. März 2013       |
| Patrick Döring                        | Generalsekretär                      | 9. März 2013       | Bundesparteitag 2013                   | 7. Dezember 2013   |
| Walter Döring                         | Beisitzer Bundesvorstand             | 24. Mai 1986       | Bundesparteitag 1986                   | 7. Oktober 1988    |
| Walter Döring                         | Beisitzer Präsidium                  | 10. Juni 1995      | Bundesparteitag 1995                   | 29. Mai 1999       |
| Walter Döring                         | Stellvertretender Bundesvorsitzender | 29. Mai 1999       | Bundesparteitag 1999                   | 6. Mai 2005        |
| Wolfgang Döring                       | Geschäftsführender Vorstand          | 28. März 1958      | Bundesparteitag 1958                   | 22. Mai 1959       |
| Wolfgang Döring                       | Beisitzer Bundesvorstand             | 22. Mai 1959       | Bundesparteitag 1959                   | 24. Mai 1962       |
| Wolfgang Döring                       | Stellvertretender Bundesvorsitzender | 24. Mai 1962       | Bundesparteitag 1962                   | 17. Januar 1963    |
| Wolfram Dörinkel                      | Beisitzer Bundesvorstand             | 24. Mai 1962       | Bundesparteitag 1962                   | 2. Juni 1964       |
| Wolfram Dorn                          | Beisitzer Bundesvorstand             | 23. Juni 1970      | Bundesparteitag 1970                   | 24. Oktober 1972   |
| Christian Dürr                        | Beisitzer Bundesvorstand             | 14. Mai 2011       | Bundesparteitag 2011                   | amtierend          |
| Anton Eberhard                        | Vertreter der Landesverbände         | 18. September 1951 | Bundesparteitag 1951                   | 3. März 1954       |
| Josef Effertz                         | Beisitzer Bundesvorstand             | 24. Mai 1962       | Bundesparteitag 1962                   | 2. Juni 1964       |
| Josef Effertz                         | Vertreter der Landesverbände         | 2. Juni 1964       | Bundesparteitag 1964                   | 6. Juni 1966       |
| Hermann Eicher                        | Vertreter der Landesverbände         | 6. Juni 1966       | Bundesparteitag 1966                   | 30. Januar 1968    |
| Hermann Eicher                        | Beisitzer Bundesvorstand             | 30. Januar 1968    | Bundesparteitag 1968                   | 24. Oktober 1972   |
| Jan Eilers                            | Mitglied per Amt                     | 28. Januar 1960    | Bundesparteitag 1960                   | 24. Mai 1962       |
| Jan Eilers                            | Beisitzer Bundesvorstand             | 2. Juni 1964       | Bundesparteitag 1964                   | 6. Juni 1966       |
| Otto Eisenmann                        | Beisitzer Bundesvorstand             | 28. Januar 1960    | Bundesparteitag 1960                   | 2. Juni 1964       |
| Otto Eisenmann                        | Vertreter der Landesverbände         | 2. Juni 1964       | Bundesparteitag 1964                   | 30. Januar 1968    |
| Otto Eisenmann                        | Beisitzer Bundesvorstand             | 30. Januar 1968    | Bundesparteitag 1968                   | 23. Juni 1970      |
| Mark Ella                             | Beisitzer Bundesvorstand             | 16. Juni 2007      | Bundesparteitag 2007                   | 16. Mai 2009       |
| Hinrich Enderlein                     | Beisitzer Bundesvorstand             | 5. Dezember 1980   | Bundesparteitag 1980                   | 7. Oktober 1988    |
| Edgar Engelhard                       | Vertreter der Landesverbände         | 3. März 1954       | Bundesparteitag 1954                   | 6. Juni 1966       |
| Hans A. Engelhard                     | Beisitzer Bundesvorstand             | 19. November 1976  | Bundesparteitag 1976                   | 6. November 1982   |
| Hans A. Engelhard                     | Mitglied per Amt                     | 6. November 1982   | Bundesparteitag 1982                   | 11. August 1990    |
| Walter Erbe                           | Beisitzer Bundesvorstand             | 22. Mai 1959       | Bundesparteitag 1959                   | 6. Juni 1966       |
| Josef Ertl                            | Beisitzer Präsidium                  | 23. Juni 1970      | Bundesparteitag 1970                   | 5. Dezember 1980   |
| Josef Ertl                            | Mitglied per Amt                     | 5. Dezember 1980   | Bundesparteitag 1980                   | 2. Juni 1984       |
| August-Martin Euler                   | Geschäftsführender Vorstand          | 11. Juni 1949      | Bundesparteitag 1949                   | 18. September 1951 |
| August-Martin Euler                   | Mitglied per Amt                     | 18. September 1951 | Bundesparteitag 1951                   | 18. November 1952  |
| August-Martin Euler                   | Geschäftsführender Vorstand          | 18. November 1952  | Bundesparteitag 1952                   | 20. April 1956     |
| Marcus Faber                          | Beisitzer Bundesvorstand             | 16. Mai 2015       | Bundesparteitag 2015                   | amtierend          |
| Konrad Felber                         | Beisitzer Bundesvorstand             | 12. Juni 1993      | Bundesparteitag 1993                   | 10. Juni 1995      |
| Olaf Feldmann                         | Beisitzer Bundesvorstand             | 11. August 1990    | Vereinigungsparteitag der FDP 1990     | 10. Juni 1995      |
| Karl-Hermann Flach                    | Generalsekretär                      | 24. Oktober 1972   | Bundesparteitag 1972                   | 25. August 1973    |
| Ulrike Flach                          | Beisitzerin Bundesvorstand           | 24. Mai 1997       | Bundesparteitag 1997                   | 6. Mai 2005        |
| Fritz Fliszar                         | Mitglied per Amt                     | 7. Oktober 1988    | Bundesparteitag 1988                   | 11. August 1990    |
| Daniel Föst                           | Beisitzer Bundesvorstand             | 16. Mai 2015       | Bundesparteitag 2015                   | 26. April 2019     |
| Elisabeth Frauendorf                  | Beisitzerin Bundesvorstand           | 1. November 1991   | Bundesparteitag 1991                   | 12. Juni 1993      |
| Hans Albrecht Freiherr von Rechenberg | Vertreter der Landesverbände         | 18. September 1951 | Bundesparteitag 1951                   | 3. März 1954       |
| Angela Freimuth                       | Beisitzerin Bundesvorstand           | 16. Mai 2003       | Bundesparteitag 2003                   | 7. Dezember 2013   |
| Otto Fricke                           | Bundesschatzmeister                  | 9. März 2013       | Bundesparteitag 2013                   | 7. Dezember 2013   |
| Otto Fricke                           | Beisitzer Bundesvorstand             | 7. Dezember 2013   | Außerordentlicher Bundesparteitag 2013 | amtierend          |
| Hans Friderichs                       | Mitglied per Amt                     | 24. Oktober 1972   | Bundesparteitag 1972                   | 1. Oktober 1974    |
| Hans Friderichs                       | Stellvertretender Bundesvorsitzender | 1. Oktober 1974    | Bundesparteitag 1974                   | 7. Oktober 1977    |
| Paul Friedhoff                        | Beisitzer Bundesvorstand             | 24. Mai 1997       | Bundesparteitag 1997                   | 16. Juni 2007      |
| Horst Friedrich                       | Beisitzer Bundesvorstand             | 6. Mai 2005        | Bundesparteitag 2005                   | 16. Juni 2007      |
| Angelika von Fritsch                  | Beisitzerin Bundesvorstand           | 1. November 1991   | Bundesparteitag 1991                   | 12. Juni 1993      |
| Konrad Frühwald                       | Beisitzer Bundesvorstand             | 18. September 1951 | Bundesparteitag 1951                   | 20. April 1956     |
| Konrad Frühwald                       | Geschäftsführender Vorstand          | 20. April 1956     | Bundesparteitag 1956                   | 25. Januar 1957    |
| Rosemarie Fuchs                       | Beisitzerin Bundesvorstand           | 11. August 1990    | Vereinigungsparteitag der FDP 1990     | 12. Juni 1993      |
| Liselotte Funcke                      | Beisitzerin Bundesvorstand           | 2. Juni 1964       | Bundesparteitag 1964                   | 30. Januar 1968    |
| Liselotte Funcke                      | Beisitzerin Präsidium                | 30. Januar 1968    | Bundesparteitag 1968                   | 13. November 1978  |
| Liselotte Funcke                      | Stellvertretende Bundesvorsitzende   | 13. November 1978  | Bundesparteitag 1978                   | 6. November 1982   |
| Liselotte Funcke                      | Beisitzerin Bundesvorstand           | 6. November 1982   | Bundesparteitag 1982                   | 24. Mai 1986       |
| Liselotte Funcke                      | Mitglied per Amt                     | 7. Oktober 1988    | Bundesparteitag 1988                   | 11. August 1990    |
| Rainer Funke                          | Beisitzer Bundesvorstand             | 29. Mai 1999       | Bundesparteitag 1999                   | 5. Mai 2001        |
| Georg Gallus                          | Beisitzer Bundesvorstand             | 19. November 1976  | Bundesparteitag 1976                   | 7. Oktober 1988    |
| Georg Gallus                          | Beisitzer Präsidium                  | 7. Oktober 1988    | Bundesparteitag 1988                   | 1. November 1991   |
| Heiner Garg                           | Beisitzer Bundesvorstand             | 9. März 2013       | Bundesparteitag 2013                   | 14. Mai 2021       |
| Yvonne Gebauer                        | Beisitzer Bundesvorstand             | 26. April 2019     | Bundesparteitag 2019                   | 21. April 2023     |
| Hans-Dietrich Genscher                | Stellvertretender Bundesvorsitzender | 30. Januar 1968    | Bundesparteitag 1968                   | 1. Oktober 1974    |
| Hans-Dietrich Genscher                | Bundesvorsitzender                   | 1. Oktober 1974    | Bundesparteitag 1974                   | 23. Februar 1985   |
| Hans-Dietrich Genscher                | Mitglied per Amt                     | 24. Mai 1986       | Bundesparteitag 1986                   | 11. August 1990    |
| Hans-Dietrich Genscher                | Ehrenvorsitzender                    | 1. November 1991   | Bundesparteitag 1991                   | 31. März 2016      |
| Wolfgang Gerhardt                     | Beisitzer Bundesvorstand             | 30. Januar 1983    | Außerordentlicher Bundesparteitag 1983 | 24. Mai 1986       |
| Wolfgang Gerhardt                     | Stellvertretender Bundesvorsitzender | 24. Mai 1986       | Bundesparteitag 1986                   | 10. Juni 1995      |
| Wolfgang Gerhardt                     | Bundesvorsitzender                   | 10. Juni 1995      | Bundesparteitag 1995                   | 5. Mai 2001        |
| Wolfgang Glaesser                     | Beisitzer Bundesvorstand             | 11. Juni 1949      | Bundesparteitag 1949                   | 18. September 1951 |
| Fritz Glahn                           | Vertreter der Landesverbände         | 22. Mai 1959       | Bundesparteitag 1959                   | 6. Juni 1966       |
| Walter Goldbeck                       | Beisitzer Bundesvorstand             | 11. August 1990    | Vereinigungsparteitag der FDP 1990     | 29. Mai 1999       |
| Hans-Michael Goldmann                 | Beisitzer Bundesvorstand             | 10. Juni 1995      | Bundesparteitag 1995                   | 29. Mai 1999       |
| Klaus Gollert                         | Beisitzer Bundesvorstand             | 10. Juni 1995      | Bundesparteitag 1995                   | 24. Mai 1997       |
| Otto Gönnenwein                       | Vertreter der Landesverbände         | 3. März 1954       | Bundesparteitag 1954                   | 25. März 1955      |
| Carlo Graaff                          | Vertreter der Landesverbände         | 25. Januar 1957    | Bundesparteitag 1957                   | 30. Januar 1968    |
| Carlo Graaff                          | Beisitzer Bundesvorstand             | 30. Januar 1968    | Bundesparteitag 1968                   | 23. Juni 1970      |
| Ulrich Graf                           | Beisitzer Bundesvorstand             | 30. Januar 1968    | Bundesparteitag 1968                   | 19. November 1976  |
| Ekkehard Gries                        | Beisitzer Bundesvorstand             | 19. November 1976  | Bundesparteitag 1976                   | 2. Juni 1984       |
| Rötger Groß                           | Mitglied per Amt                     | 30. Januar 1968    | Bundesparteitag 1968                   | 23. Juni 1970      |
| Rötger Groß                           | Beisitzer Bundesvorstand             | 23. Juni 1970      | Bundesparteitag 1970                   | 13. November 1978  |
| Josef Grünbeck                        | Mitglied per Amt                     | 7. Oktober 1988    | Bundesparteitag 1988                   | 11. August 1990    |
| Josef Grünbeck                        | Beisitzer Bundesvorstand             | 11. August 1990    | Vereinigungsparteitag der FDP 1990     | 1. November 1991   |
| Martin Grüner                         | Beisitzer Bundesvorstand             | 19. November 1976  | Bundesparteitag 1976                   | 11. August 1990    |
| Miriam Gruß                           | Beisitzerin Bundesvorstand           | 16. Mai 2009       | Bundesparteitag 2009                   | 14. Mai 2011       |
| Joachim Günther                       | Beisitzer Präsidium                  | 11. August 1990    | Vereinigungsparteitag der FDP 1990     | 10. Juni 1995      |
| Alfred Günzel                         | Vertreter der Landesverbände         | 18. November 1952  | Bundesparteitag 1952                   | 25. März 1955      |
| Karlheinz Guttmacher                  | Beisitzer Bundesvorstand             | 10. Juni 1995      | Bundesparteitag 1995                   | 24. Mai 1997       |
| Albrecht Haas                         | Vertreter der Landesverbände         | 25. Januar 1957    | Bundesparteitag 1957                   | 6. Juni 1966       |
| Albrecht Haas                         | Beisitzer Bundesvorstand             | 30. Januar 1968    | Bundesparteitag 1968                   | 23. Juni 1970      |
| Paul Haas                             | Vertreter der Landesverbände         | 25. März 1955      | Bundesparteitag 1955                   | 20. April 1956     |
| Paul Haas                             | Vertreter der Landesverbände         | 20. April 1956     | Bundesparteitag 1956                   | 25. Januar 1957    |
| Thomas Hacker                         | Beisitzer Bundesvorstand             | 9. März 2013       | Bundesparteitag 2013                   | 7. Dezember 2013   |
| Martin Hagen                          | Beisitzer Bundesvorstand             | 26. April 2019     | Bundesparteitag 2019                   | 2025               |
| Alexander Hahn                        | Beisitzer Bundesvorstand             | 7. Dezember 2013   | Außerordentlicher Bundesparteitag 2013 | 26. April 2019     |
| Jörg-Uwe Hahn                         | Beisitzer Bundesvorstand             | 5. Mai 2001        | Bundesparteitag 2001                   | 14. Mai 2011       |
| Jörg-Uwe Hahn                         | Beisitzer Präsidium                  | 14. Mai 2011       | Bundesparteitag 2011                   | 7. Dezember 2013   |
| Barbie Haller                         | Beisitzerin Bundesvorstand           | 5. Mai 2001        | Bundesparteitag 2001                   | 6. Mai 2005        |
| Hildegard Hamm-Brücher                | Beisitzerin                          | 2. Juni 1964       | Bundesparteitag 1964                   | 30. Januar 1968    |
| Hildegard Hamm-Brücher                | Beisitzerin Bundesvorstand           | 30. Januar 1968    | Bundesparteitag 1968                   | 24. Oktober 1972   |
| Hildegard Hamm-Brücher                | Stellvertretende Bundesvorsitzende   | 24. Oktober 1972   | Bundesparteitag 1972                   | 19. November 1976  |
| Hildegard Hamm-Brücher                | Beisitzerin Bundesvorstand           | 2. Juni 1984       | Bundesparteitag 1984                   | 7. Oktober 1988    |
| Hildegard Hamm-Brücher                | Beisitzerin Präsidium                | 7. Oktober 1988    | Bundesparteitag 1988                   | 11. August 1990    |
| Hildegard Hamm-Brücher                | Beisitzerin Bundesvorstand           | 11. August 1990    | Vereinigungsparteitag der FDP 1990     | 1. November 1991   |
| Christoph Hartmann                    | Beisitzer Bundesvorstand             | 29. Mai 1999       | Bundesparteitag 1999                   | 14. Mai 2011       |
| Klaus Haupt                           | Beisitzer Bundesvorstand             | 10. Juni 1995      | Bundesparteitag 1995                   | 24. Mai 1997       |
| Helmut Haussmann                      | Beisitzer Bundesvorstand             | 13. November 1978  | Bundesparteitag 1978                   | 6. November 1982   |
| Helmut Haussmann                      | Generalsekretär                      | 2. Juni 1984       | Bundesparteitag 1984                   | 7. Oktober 1988    |
| Helmut Haussmann                      | Mitglied per Amt                     | 7. Oktober 1988    | Bundesparteitag 1988                   | 11. August 1990    |
| Helmut Haussmann                      | Beisitzer Bundesvorstand             | 29. Mai 1999       | Bundesparteitag 1999                   | 16. Mai 2003       |
| Wolfgang Haußmann                     | Vertreter der Landesverbände         | 18. September 1951 | Bundesparteitag 1951                   | 3. März 1954       |
| Wolfgang Haußmann                     | Geschäftsführender Vorstand          | 3. März 1954       | Bundesparteitag 1954                   | 25. März 1955      |
| Wolfgang Haußmann                     | Stellvertretender Bundesvorsitzender | 25. März 1955      | Bundesparteitag 1955                   | 25. Januar 1957    |
| Wolfgang Haußmann                     | Vertreter der Landesverbände         | 25. Januar 1957    | Bundesparteitag 1957                   | 6. Juni 1966       |
| Winfrid Hedergott                     | Vertreter der Landesverbände         | 3. März 1954       | Bundesparteitag 1954                   | 25. März 1955      |
| Winfrid Hedergott                     | Geschäftsführender Vorstand          | 20. April 1956     | Bundesparteitag 1956                   | 25. Januar 1957    |
| Winfrid Hedergott                     | Beisitzer                            | 6. Juni 1966       | Bundesparteitag 1966                   | 30. Januar 1968    |
| Winfrid Hedergott                     | Beisitzer Bundesvorstand             | 30. Januar 1968    | Bundesparteitag 1968                   | 24. Oktober 1972   |
| Ulrich Heinrich                       | Beisitzer Bundesvorstand             | 24. Mai 1997       | Bundesparteitag 1997                   | 16. Mai 2003       |
| Hans-Günther Heinz                    | Beisitzer Bundesvorstand             | 6. November 1982   | Bundesparteitag 1982                   | 2. Juni 1984       |
| Gabriele Heise                        | Beisitzerin Bundesvorstand           | 7. Dezember 2013   | Außerordentlicher Bundesparteitag 2013 | 16. Mai 2015       |
| Walter Henn                           | Beisitzer Bundesvorstand             | 6. November 1982   | Bundesparteitag 1982                   | 2. Juni 1984       |
| Karl Hepp                             | Beisitzer Bundesvorstand             | 18. September 1951 | Bundesparteitag 1951                   | 3. März 1954       |
| Torsten Herbst                        | Beisitzer Bundesvorstand             | 26. April 2019     | Bundesparteitag 2019                   | amtierend          |
| Katja Hessel                          | Beisitzer Bundesvorstand             | 26. April 2019     | Bundesparteitag 2019                   | amtierend          |
| Theodor Heuss                         | Bundesvorsitzender                   | 11. Juni 1949      | Bundesparteitag 1949                   | 12. September 1949 |
| Martin Hildebrandt                    | Beisitzer Bundesvorstand             | 1. November 1991   | Bundesparteitag 1991                   | 10. Juni 1995      |
| Hauke Hilz                            | Beisitzer Bundesvorstand             | 9. März 2013       | Bundesparteitag 2013                   | 14. Mai 2021       |
| Walter Hirche                         | Beisitzer Bundesvorstand             | 6. November 1982   | Bundesparteitag 1982                   | 29. Mai 1999       |
| Walter Hirche                         | Beisitzer Bundesvorstand             | 29. Mai 1999       | Bundesparteitag 1999                   | 14. Mai 2011       |
| Burkhard Hirsch                       | Beisitzer Bundesvorstand             | 19. November 1976  | Bundesparteitag 1976                   | 16. Mai 2003       |
| Nadja Hirsch                          | Beisitzerin Bundesvorstand           | 7. Dezember 2013   | Außerordentlicher Bundesparteitag 2013 | 16. Mai 2015       |
| Gero Clemens Hocker                   | Beisitzer Bundesvorstand             | 16. Mai 2015       | Bundesparteitag 2015                   | 29. April 2017     |
| Manuel Höferlin                       | Beisitzer Bundesvorstand             | 14. Mai 2011       | Bundesparteitag 2011                   | 14. Mai 2021       |
| Elke Hoff                             | Beisitzerin Präsidium                | 14. Mai 2011       | Bundesparteitag 2011                   | 9. März 2013       |
| Arnold Hoffmeister                    | Beisitzer Bundesvorstand             | 18. November 1952  | Bundesparteitag 1952                   | 3. März 1954       |
| Karl Holl                             | Beisitzer Bundesvorstand             | 6. Juni 1966       | Bundesparteitag 1966                   | 30. Januar 1968    |
| Birgit Homburger                      | Beisitzerin Bundesvorstand           | 12. Juni 1993      | Bundesparteitag 1993                   | 5. Mai 2001        |
| Birgit Homburger                      | Beisitzerin Präsidium                | 5. Mai 2001        | Bundesparteitag 2001                   | 14. Mai 2011       |
| Birgit Homburger                      | Stellvertretende Bundesvorsitzende   | 14. Mai 2011       | Bundesparteitag 2011                   | 9. März 2013       |
| Birgit Homburger                      | Beisitzerin Präsidium                | 9. März 2013       | Bundesparteitag 2013                   | 7. Dezember 2013   |
| Hermann Höpker-Aschoff                | Beisitzer Bundesvorstand             | 11. Juni 1949      | Bundesparteitag 1949                   | 18. September 1951 |
| Hans-Günter Hoppe                     | Beisitzer Bundesvorstand             | 25. Januar 1957    | Bundesparteitag 1957                   | 30. Januar 1968    |
| Hans-Günter Hoppe                     | Beisitzer Präsidium                  | 30. Januar 1968    | Bundesparteitag 1968                   | 23. Juni 1970      |
| Hans-Günter Hoppe                     | Mitglied per Amt                     | 6. November 1982   | Bundesparteitag 1982                   | 7. Oktober 1988    |
| Sigrid Hoth                           | Beisitzerin Bundesvorstand           | 1. November 1991   | Bundesparteitag 1991                   | 12. Juni 1993      |
| Werner Hoyer                          | Generalsekretär                      | 12. Juni 1993      | Bundesparteitag 1993                   | 10. Juni 1995      |
| Werner Hoyer                          | Beisitzer Bundesvorstand             | 24. Mai 1997       | Bundesparteitag 1997                   | 9. März 2013       |
| Herta Ilk                             | Geschäftsführender Vorstand          | 29. April 1950     | Bundesparteitag 1950                   | 25. März 1955      |
| Herta Ilk                             | Beisitzerin Bundesvorstand           | 25. März 1955      | Bundesparteitag 1955                   | 25. Januar 1957    |
| Herta Ilk                             | Geschäftsführender Vorstand          | 25. Januar 1957    | Bundesparteitag 1957                   | 28. März 1958      |
| Herta Ilk                             | Beisitzerin Bundesvorstand           | 28. März 1958      | Bundesparteitag 1958                   | 2. Juni 1964       |
| Ulrich Irmer                          | Beisitzer Bundesvorstand             | 2. Juni 1984       | Bundesparteitag 1984                   | 24. Mai 1986       |
| Ulrich Irmer                          | Beisitzer Bundesvorstand             | 7. Oktober 1988    | Bundesparteitag 1988                   | 11. August 1990    |
| Ulrich Irmer                          | Beisitzer Bundesvorstand             | 12. Juni 1993      | Bundesparteitag 1993                   | 10. Juni 1995      |
| Gerd Iversen                          | Vertreter der Landesverbände         | 24. Mai 1962       | Bundesparteitag 1962                   | 2. Juni 1964       |
| Claus Jäger                           | Beisitzer Bundesvorstand             | 24. Mai 1986       | Bundesparteitag 1986                   | 7. Oktober 1988    |
| Claus Jäger                           | Beisitzer Bundesvorstand             | 5. Mai 2001        | Bundesparteitag 2001                   | 6. Mai 2005        |
| Gyde Jensen                           | Beisitzerin Bundesvorstand           | 14. Mai 2021       | Bundesparteitag 2021                   | amtierend          |
| Maren Jasper-Winter                   | Beisitzerin Bundesvorstand           | 14. Mai 2021       | Bundesparteitag 2021                   | amtierend          |
| Wilhelm Jentzsch                      | Vertreter der Landesverbände         | 28. März 1958      | Bundesparteitag 1958                   | 28. Januar 1960    |
| Kurt Jung                             | Beisitzer Bundesvorstand             | 23. Juni 1970      | Bundesparteitag 1970                   | 19. November 1976  |
| Heinrich Jürgens                      | Beisitzer Bundesvorstand             | 13. November 1978  | Bundesparteitag 1978                   | 1. November 1991   |
| Heinz-Herbert Karry                   | Beisitzer Bundesvorstand             | 6. Juni 1966       | Bundesparteitag 1966                   | 30. Januar 1968    |
| Heinz-Herbert Karry                   | Beisitzer Bundesvorstand             | 23. Juni 1970      | Bundesparteitag 1970                   | 19. November 1976  |
| Heinz-Herbert Karry                   | Bundesschatzmeister                  | 1. Oktober 1974    | Bundesparteitag 1974                   | 11. Mai 1981       |
| Hanna Katz                            | Beisitzerin Bundesvorstand           | 11. Juni 1949      | Bundesparteitag 1949                   | 18. September 1951 |
| Michael Kauch                         | Beisitzer Bundesvorstand             | 10. Juni 1995      | Bundesparteitag 1995                   | 5. Mai 2001        |
| Michael Kauch                         | Beisitzer Bundesvorstand             | 14. Mai 2011       | Bundesparteitag 2011                   | 9. März 2013       |
| Thomas L. Kemmerich                   | Beisitzer Bundesvorstand             | 16. Mai 2015       | Bundesparteitag 2015                   | 14. Mai 2021       |
| Hermann Kessler                       | Beisitzer Bundesvorstand             | 3. März 1954       | Bundesparteitag 1954                   | 25. März 1955      |
| Hermann Kessler                       | Geschäftsführender Vorstand          | 25. März 1955      | Bundesparteitag 1955                   | 25. Januar 1957    |
| Friedrich-Wilhelm Kiel                | Beisitzer Bundesvorstand             | 7. Oktober 1988    | Bundesparteitag 1988                   | 11. August 1990    |
| Klaus Kinkel                          | Bundesvorsitzender                   | 12. Juni 1993      | Bundesparteitag 1993                   | 10. Juni 1995      |
| Victor Kirst                          | Mitglied per Amt                     | 24. Oktober 1972   | Bundesparteitag 1972                   | 19. November 1976  |
| Petra Klaucke                         | Beisitzerin Bundesvorstand           | 1. November 1991   | Bundesparteitag 1991                   | 12. Juni 1993      |
| Detlef Kleinert                       | Beisitzer Bundesvorstand             | 19. November 1976  | Bundesparteitag 1976                   | 7. Oktober 1988    |
| Gerry Kley                            | Beisitzer Bundesvorstand             | 5. Mai 2001        | Bundesparteitag 2001                   | 14. Mai 2011       |
| Marcel Klinge                         | Beisitzer Bundesvorstand             | 29. April 2017     | Bundesparteitag 2017                   | 26. April 2019     |
| Daniela Kluckert                      | Beisitzerin Bundesvorstand           | 14. Mai 2021       | Bundesparteitag 2021                   | amtierend          |
| Werner Klumpp                         | Beisitzer Bundesvorstand             | 24. Oktober 1972   | Bundesparteitag 1972                   | 5. Dezember 1980   |
| Werner Klumpp                         | Beisitzer Präsidium                  | 6. November 1982   | Bundesparteitag 1982                   | 2. Juni 1984       |
| Werner Klumpp                         | Beisitzer Bundesvorstand             | 2. Juni 1984       | Bundesparteitag 1984                   | 24. Mai 1986       |
| Andreas Kniepert                      | Beisitzer Bundesvorstand             | 11. August 1990    | Vereinigungsparteitag der FDP 1990     | 10. Juni 1995      |
| Wolfgang Knoll                        | Beisitzer Bundesvorstand             | 1. November 1991   | Bundesparteitag 1991                   | 24. Mai 1997       |
| Pascal Kober                          | Beisitzer Bundesvorstand             | 16. Mai 2015       | Bundesparteitag 2015                   | amtierend          |
| Reinhard Koch                         | Beisitzer Bundesvorstand             | 30. Januar 1968    | Bundesparteitag 1968                   | 24. Oktober 1972   |
| Silvana Koch-Mehrin                   | Beisitzerin Bundesvorstand           | 5. Mai 2001        | Bundesparteitag 2001                   | 6. Mai 2005        |
| Heinrich Kohl                         | Vertreter der Landesverbände         | 24. Mai 1962       | Bundesparteitag 1962                   | 30. Januar 1968    |
| Heinrich Kohl                         | Beisitzer Bundesvorstand             | 30. Januar 1968    | Bundesparteitag 1968                   | 24. Oktober 1972   |
| Lukas Köhler                          | Beisitzer Bundesvorstand             | 26. April 2019     | Bundesparteitag 2019                   | amtierend          |
| Roland Kohn                           | Beisitzer Bundesvorstand             | 1. November 1991   | Bundesparteitag 1991                   | 10. Juni 1995      |
| Oswald Adolph Kohut                   | Vertreter der Landesverbände         | 18. November 1952  | Bundesparteitag 1952                   | 20. April 1956     |
| Oswald Adolph Kohut                   | Stellvertretender Bundesvorsitzender | 20. April 1956     | Bundesparteitag 1956                   | 24. Mai 1962       |
| Heinrich Kolb                         | Beisitzer Bundesvorstand             | 14. Mai 2011       | Bundesparteitag 2011                   | 7. Dezember 2013   |
| Veronika Kolb                         | Beisitzerin Bundesvorstand           | 6. Mai 2005        | Bundesparteitag 2005                   | 16. Juni 2007      |
| Jürgen Koppelin                       | Beisitzer Bundesvorstand             | 5. Dezember 1980   | Bundesparteitag 1980                   | 6. November 1982   |
| Jürgen Koppelin                       | Beisitzer Bundesvorstand             | 10. Juni 1995      | Bundesparteitag 1995                   | 24. Mai 1997       |
| Jürgen Koppelin                       | Beisitzer Bundesvorstand             | 29. Mai 1999       | Bundesparteitag 1999                   | 16. Juni 2007      |
| Hans Kreher                           | Beisitzer Bundesvorstand             | 29. Mai 1999       | Bundesparteitag 1999                   | 16. Juni 2007      |
| Reinhold Kreitmeyer                   | Beisitzer Bundesvorstand             | 6. Juni 1966       | Bundesparteitag 1966                   | 30. Januar 1968    |
| Heinz Krüger                          | Beisitzer Bundesvorstand             | 1. Oktober 1974    | Bundesparteitag 1974                   | 19. November 1976  |
| Ulrich Krüger                         | Beisitzer Bundesvorstand             | 24. Oktober 1972   | Bundesparteitag 1972                   | 1. Oktober 1974    |
| Horst Krumpen                         | Beisitzer Bundesvorstand             | 5. Mai 2001        | Bundesparteitag 2001                   | 6. Mai 2005        |
| Michael Kruse                         | Beisitzer Bundesvorstand             | 14. Mai 2021       | Bundesparteitag 2021                   | amtierend          |
| Wolfgang Kubicki                      | Mitglied per Amt                     | 7. Oktober 1988    | Bundesparteitag 1988                   | 11. August 1990    |
| Wolfgang Kubicki                      | Beisitzer Bundesvorstand             | 11. August 1990    | Vereinigungsparteitag der FDP 1990     | 1. November 1991   |
| Wolfgang Kubicki                      | Beisitzer Bundesvorstand             | 24. Mai 1997       | Bundesparteitag 1997                   | 9. März 2013       |
| Wolfgang Kubicki                      | Beisitzer Präsidium                  | 9. März 2013       | Bundesparteitag 2013                   | 7. Dezember 2013   |
| Wolfgang Kubicki                      | Stellvertretender Bundesvorsitzender | 7. Dezember 2013   | Außerordentlicher Bundesparteitag 2013 | amtierend          |
| Konstantin Kuhle                      | Beisitzer Bundesvorstand             | 16. Mai 2015       | Bundesparteitag 2015                   | amtierend          |
| Knut von Kühlmann-Stumm               | Vertreter der Landesverbände         | 25. Januar 1957    | Bundesparteitag 1957                   | 28. März 1958      |
| Knut von Kühlmann-Stumm               | Mitglied per Amt                     | 24. Mai 1962       | Bundesparteitag 1962                   | 24. Oktober 1972   |
| Peter Kunert                          | Beisitzer Bundesvorstand             | 1. November 1991   | Bundesparteitag 1991                   | 10. Juni 1995      |
| Patrick Kurth                         | Beisitzer Bundesvorstand             | 7. Dezember 2013   | Außerordentlicher Bundesparteitag 2013 | 16. Mai 2015       |
| Karl-Hans Laermann                    | Beisitzer Bundesvorstand             | 5. Dezember 1980   | Bundesparteitag 1980                   | 11. August 1990    |
| Horst-Jürgen Lahmann                  | Beisitzer Bundesvorstand             | 19. November 1976  | Bundesparteitag 1976                   | 13. November 1978  |
| Horst-Jürgen Lahmann                  | Beisitzer Präsidium                  | 13. November 1978  | Bundesparteitag 1978                   | 2. Juni 1984       |
| Otto Graf Lambsdorff                  | Beisitzer Bundesvorstand             | 24. Oktober 1972   | Bundesparteitag 1972                   | 13. November 1978  |
| Otto Graf Lambsdorff                  | Mitglied per Amt                     | 5. Dezember 1980   | Bundesparteitag 1980                   | 6. November 1982   |
| Otto Graf Lambsdorff                  | Beisitzer Präsidium                  | 6. November 1982   | Bundesparteitag 1982                   | 7. Oktober 1988    |
| Otto Graf Lambsdorff                  | Bundesvorsitzender                   | 7. Oktober 1988    | Bundesparteitag 1988                   | 12. Juni 1993      |
| Otto Graf Lambsdorff                  | Ehrenvorsitzender                    | 12. Juni 1993      | Bundesparteitag 1993                   | 5. Dezember 2009   |
| Heinz Lanfermann                      | Beisitzer Bundesvorstand             | 16. Mai 2003       | Bundesparteitag 2003                   | 14. Mai 2011       |
| Rolf-Peter Lange                      | Beisitzer Bundesvorstand             | 29. Mai 1999       | Bundesparteitag 1999                   | 5. Mai 2001        |
| Rudolf Lange                          | Beisitzer Bundesvorstand             | 5. Mai 2001        | Bundesparteitag 2001                   | 16. Mai 2003       |
| Heidi Langensiepen                    | Beisitzerin Bundesvorstand           | 10. Juni 1995      | Bundesparteitag 1995                   | 24. Mai 1997       |
| Ina Lenke                             | Beisitzerin Bundesvorstand           | 24. Mai 1997       | Bundesparteitag 1997                   | 16. Mai 2003       |
| Hans Lenz                             | Mitglied per Amt                     | 22. Mai 1959       | Bundesparteitag 1959                   | 28. Januar 1960    |
| Hans Lenz                             | Stellvertretender Bundesvorsitzender | 28. Januar 1960    | Bundesparteitag 1960                   | 2. Juni 1964       |
| Hans Lenz                             | Mitglied per Amt                     | 2. Juni 1964       | Bundesparteitag 1964                   | 6. Juni 1966       |
| Georg Letz                            | Beisitzer Bundesvorstand             | 24. Oktober 1972   | Bundesparteitag 1972                   | 13. November 1978  |
| Sabine Leutheusser-Schnarrenberger    | Beisitzerin Bundesvorstand           | 1. November 1991   | Bundesparteitag 1991                   | 10. Juni 1995      |
| Sabine Leutheusser-Schnarrenberger    | Beisitzerin Präsidium                | 24. Mai 1997       | Bundesparteitag 1997                   | 14. Mai 2011       |
| Sabine Leutheusser-Schnarrenberger    | Stellvertretende Bundesvorsitzende   | 14. Mai 2011       | Bundesparteitag 2011                   | 7. Dezember 2013   |
| Eduard Leuze                          | Vertreter der Landesverbände         | 18. September 1951 | Bundesparteitag 1951                   | 18. November 1952  |
| Eduard Leuze                          | Beisitzer                            | 18. November 1952  | Bundesparteitag 1952                   | 3. März 1954       |
| Eduard Leuze                          | Vertreter der Landesverbände         | 25. März 1955      | Bundesparteitag 1955                   | 25. Januar 1957    |
| Eduard Leuze                          | Geschäftsführender Vorstand          | 25. Januar 1957    | Bundesparteitag 1957                   | 28. März 1958      |
| Eduard Leuze                          | Beisitzer Bundesvorstand             | 28. März 1958      | Bundesparteitag 1958                   | 30. Januar 1968    |
| Eduard Leuze                          | Beisitzer Bundesvorstand             | 30. Januar 1968    | Bundesparteitag 1968                   | 23. Juni 1970      |
| Bernhard Leverenz                     | Vertreter der Landesverbände         | 18. November 1952  | Bundesparteitag 1952                   | 25. März 1955      |
| Bernhard Leverenz                     | Beisitzer Bundesvorstand             | 25. März 1955      | Bundesparteitag 1955                   | 25. Januar 1957    |
| Bernhard Leverenz                     | Vertreter der Landesverbände         | 25. Januar 1957    | Bundesparteitag 1957                   | 28. März 1958      |
| Bernhard Leverenz                     | Stellvertretender Bundesvorsitzender | 28. März 1958      | Bundesparteitag 1958                   | 28. Januar 1960    |
| Bernhard Leverenz                     | Vertreter der Landesverbände         | 28. Januar 1960    | Bundesparteitag 1960                   | 24. Mai 1962       |
| Bernhard Leverenz                     | Stellvertretender Bundesvorsitzender | 24. Mai 1962       | Bundesparteitag 1962                   | 2. Juni 1964       |
| Klaus von Lindeiner                   | Beisitzer Bundesvorstand             | 10. Juni 1995      | Bundesparteitag 1995                   | 29. Mai 1999       |
| Lars Lindemann                        | Beisitzer Bundesvorstand             | 29. April 2017     | Bundesparteitag 2017                   | 14. Mai 2021       |
| Christian Lindner                     | Beisitzer Bundesvorstand             | 16. Juni 2007      | Bundesparteitag 2007                   | 14. Mai 2011       |
| Christian Lindner                     | Generalsekretär                      | 14. Mai 2011       | Bundesparteitag 2011                   | 9. März 2013       |
| Christian Lindner                     | Stellvertretender Bundesvorsitzender | 9. März 2013       | Bundesparteitag 2013                   | 7. Dezember 2013   |
| Christian Lindner                     | Bundesvorsitzender                   | 7. Dezember 2013   | Außerordentlicher Bundesparteitag 2013 | amtierend          |
| Martin Lindner                        | Beisitzer Bundesvorstand             | 6. Mai 2005        | Bundesparteitag 2005                   | 7. Dezember 2013   |
| Michael Georg Link                    | Beisitzer Bundesvorstand             | 14. Mai 2011       | Bundesparteitag 2011                   | amtierend          |
| Markus Löning                         | Beisitzer Bundesvorstand             | 5. Mai 2001        | Bundesparteitag 2001                   | 14. Mai 2011       |
| Paul Luchtenberg                      | Beisitzer                            | 18. September 1951 | Bundesparteitag 1951                   | 28. März 1958      |
| Wolfgang Lüder                        | Mitglied per Amt                     | 30. Januar 1968    | Bundesparteitag 1968                   | 23. Juni 1970      |
| Wolfgang Lüder                        | Beisitzer Bundesvorstand             | 23. Juni 1970      | Bundesparteitag 1970                   | 7. Oktober 1988    |
| Wolfgang Lüder                        | Beisitzer Bundesvorstand             | 11. August 1990    | Vereinigungsparteitag der FDP 1990     | 1. November 1991   |
| Marie-Elisabeth Lüders                | Beisitzerin Bundesvorstand           | 29. April 1950     | Bundesparteitag 1950                   | 25. März 1955      |
| Marie-Elisabeth Lüders                | Geschäftsführender Vorstand          | 25. März 1955      | Bundesparteitag 1955                   | 25. Januar 1957    |
| Marie-Elisabeth Lüders                | Ehrenvorsitzende                     | 25. Januar 1957    | Bundesparteitag 1957                   | 23. März 1966      |
| Uwe Lühr                              | Generalsekretär                      | 1. November 1991   | Bundesparteitag 1991                   | 12. Juni 1993      |
| Uwe Lühr                              | Beisitzer Bundesvorstand             | 12. Juni 1993      | Bundesparteitag 1993                   | 10. Juni 1995      |
| Uwe Lühr                              | Beisitzer Bundesvorstand             | 24. Mai 1997       | Bundesparteitag 1997                   | 5. Mai 2001        |
| Oliver Luksic                         | Beisitzer Bundesvorstand             | 14. Mai 2011       | Bundesparteitag 2011                   | 29. April 2017     |
| Oliver Luksic                         | Beisitzer Bundesvorstand             | 14. Mai 2021       | Bundesparteitag 2021                   | amtierend          |
| Reinhold Maier                        | Bundesvorsitzender                   | 25. Januar 1957    | Bundesparteitag 1957                   | 28. Januar 1960    |
| Reinhold Maier                        | Ehrenvorsitzender                    | 28. Januar 1960    | Bundesparteitag 1960                   | 19. August 1971    |
| Werner Maihofer                       | Beisitzer Präsidium                  | 23. Juni 1970      | Bundesparteitag 1970                   | 13. November 1978  |
| Konrad Mälzig                         | Vertreter der Landesverbände         | 25. März 1955      | Bundesparteitag 1955                   | 25. Januar 1957    |
| Ingrid Matthäus-Maier                 | Beisitzerin Bundesvorstand           | 13. November 1978  | Bundesparteitag 1978                   | 6. November 1982   |
| Martin Matz                           | Beisitzer Bundesvorstand             | 24. Mai 1997       | Bundesparteitag 1997                   | 5. Mai 2001        |
| Martin Matz                           | Beisitzer Präsidium                  | 5. Mai 2001        | Bundesparteitag 2001                   | 16. Mai 2003       |
| Ernst Mayer                           | Geschäftsführender Vorstand          | 11. Juni 1949      | Bundesparteitag 1949                   | 3. März 1954       |
| Horst Meierhofer                      | Beisitzer Bundesvorstand             | 16. Mai 2009       | Bundesparteitag 2009                   | 29. April 2017     |
| Gesine Meißner                        | Beisitzerin Bundesvorstand           | 16. Mai 2009       | Bundesparteitag 2009                   | 29. April 2017     |
| Erich Mende                           | Beisitzer Bundesvorstand             | 11. Juni 1949      | Bundesparteitag 1949                   | 18. September 1951 |
| Erich Mende                           | Geschäftsführender Vorstand          | 18. September 1951 | Bundesparteitag 1951                   | 20. April 1956     |
| Erich Mende                           | Stellvertretender Bundesvorsitzender | 20. April 1956     | Bundesparteitag 1956                   | 28. Januar 1960    |
| Erich Mende                           | Bundesvorsitzender                   | 28. Januar 1960    | Bundesparteitag 1960                   | 30. Januar 1968    |
| Erich Mende                           | Beisitzer Bundesvorstand             | 30. Januar 1968    | Bundesparteitag 1968                   | 23. Juni 1970      |
| Bruno Menzel                          | Stellvertretender Bundesvorsitzender | 11. August 1990    | Vereinigungsparteitag der FDP 1990     | 1. November 1991   |
| Bruno Menzel                          | Beisitzer Bundesvorstand             | 12. Juni 1993      | Bundesparteitag 1993                   | 24. Mai 1997       |
| Christoph Meyer                       | Beisitzer Bundesvorstand             | 14. Mai 2011       | Bundesparteitag 2011                   | 9. März 2013       |
| Gerhard Moritz Meyer                  | Beisitzer Bundesvorstand             | 13. November 1978  | Bundesparteitag 1978                   | 6. November 1982   |
| Friedrich Middelhauve                 | Geschäftsführender Vorstand          | 29. April 1950     | Bundesparteitag 1950                   | 18. November 1952  |
| Friedrich Middelhauve                 | Stellvertretender Bundesvorsitzender | 18. November 1952  | Bundesparteitag 1952                   | 20. April 1956     |
| Wolfgang Mischnick                    | Beisitzer Bundesvorstand             | 3. März 1954       | Bundesparteitag 1954                   | 25. Januar 1957    |
| Wolfgang Mischnick                    | Geschäftsführender Vorstand          | 25. Januar 1957    | Bundesparteitag 1957                   | 28. März 1958      |
| Wolfgang Mischnick                    | Vertreter der Landesverbände         | 28. März 1958      | Bundesparteitag 1958                   | 24. Mai 1962       |
| Wolfgang Mischnick                    | Mitglied per Amt                     | 24. Mai 1962       | Bundesparteitag 1962                   | 2. Juni 1964       |
| Wolfgang Mischnick                    | Stellvertretender Bundesvorsitzender | 2. Juni 1964       | Bundesparteitag 1964                   | 7. Oktober 1988    |
| Wolfgang Mischnick                    | Mitglied per Amt                     | 7. Oktober 1988    | Bundesparteitag 1988                   | 11. August 1990    |
| Karl Moersch                          | Beisitzer Präsidium                  | 30. Januar 1968    | Bundesparteitag 1968                   | 23. Juni 1970      |
| Karl Moersch                          | Beisitzer Bundesvorstand             | 24. Oktober 1972   | Bundesparteitag 1972                   | 19. November 1976  |
| Jürgen W. Möllemann                   | Beisitzer Bundesvorstand             | 5. Dezember 1980   | Bundesparteitag 1980                   | 24. Mai 1997       |
| Jürgen W. Möllemann                   | Beisitzer Präsidium                  | 29. Mai 1999       | Bundesparteitag 1999                   | 5. Mai 2001        |
| Jürgen W. Möllemann                   | Stellvertretender Bundesvorsitzender | 5. Mai 2001        | Bundesparteitag 2001                   | 16. Mai 2003       |
| Oliver Möllenstädt                    | Beisitzer Bundesvorstand             | 14. Mai 2011       | Bundesparteitag 2011                   | 9. März 2013       |
| Jürgen Morlok                         | Beisitzer Bundesvorstand             | 13. November 1978  | Bundesparteitag 1978                   | 5. Dezember 1980   |
| Jürgen Morlok                         | Beisitzer Präsidium                  | 5. Dezember 1980   | Bundesparteitag 1980                   | 6. November 1982   |
| Jürgen Morlok                         | Stellvertretender Bundesvorsitzender | 6. November 1982   | Bundesparteitag 1982                   | 24. Mai 1986       |
| Jan Mücke                             | Beisitzer Bundesvorstand             | 29. Mai 1999       | Bundesparteitag 1999                   | 16. Mai 2003       |
| Jan Mücke                             | Beisitzer Bundesvorstand             | 16. Juni 2007      | Bundesparteitag 2007                   | 16. Mai 2015       |
| Heinz Müller                          | Beisitzer Bundesvorstand             | 11. Juni 1949      | Bundesparteitag 1949                   | 18. November 1952  |
| Hermann Müller                        | Stellvertretender Bundesvorsitzender | 30. Januar 1968    | Bundesparteitag 1968                   | 24. Oktober 1972   |
| Hermann Müller                        | Beisitzer Bundesvorstand             | 24. Oktober 1972   | Bundesparteitag 1972                   | 19. November 1976  |
| Ursula Müller                         | Beisitzerin Bundesvorstand           | 29. Mai 1999       | Bundesparteitag 1999                   | 5. Mai 2001        |
| Peter-Heinz Müller-Link               | Beisitzer Bundesvorstand             | 24. Mai 1962       | Bundesparteitag 1962                   | 6. Juni 1966       |
| Peter-Heinz Müller-Link               | Beisitzer Bundesvorstand             | 2. Juni 1984       | Bundesparteitag 1984                   | 24. Mai 1986       |
| Ingo von Münch                        | Beisitzer Bundesvorstand             | 24. Mai 1986       | Bundesparteitag 1986                   | 1. November 1991   |
| Neithart Neitzel                      | Beisitzer Bundesvorstand             | 13. November 1978  | Bundesparteitag 1978                   | 5. Dezember 1980   |
| Fritz Neumayer                        | Mitglied per Amt                     | 18. November 1952  | Bundesparteitag 1952                   | 25. März 1955      |
| Dirk Niebel                           | Beisitzer Bundesvorstand             | 16. Mai 2003       | Bundesparteitag 2003                   | 6. Mai 2005        |
| Dirk Niebel                           | Generalsekretär                      | 6. Mai 2005        | Bundesparteitag 2005                   | 14. Mai 2011       |
| Dirk Niebel                           | Beisitzer Präsidium                  | 14. Mai 2011       | Bundesparteitag 2011                   | 9. März 2013       |
| Arvid von Nottbeck                    | Beisitzer Bundesvorstand             | 28. März 1958      | Bundesparteitag 1958                   | 22. Mai 1959       |
| Wilhelm Nowack                        | Vertreter der Landesverbände         | 3. März 1954       | Bundesparteitag 1954                   | 25. März 1955      |
| Wilhelm Nowack                        | Stellvertretender Bundesvorsitzender | 25. März 1955      | Bundesparteitag 1955                   | 20. April 1956     |
| Wilhelm Nowack                        | Vertreter der Landesverbände         | 20. April 1956     | Bundesparteitag 1956                   | 22. Mai 1959       |
| Fritz Oellers                         | Geschäftsführender Vorstand          | 29. April 1950     | Bundesparteitag 1950                   | 18. September 1951 |
| Fritz Oellers                         | Beisitzer Bundesvorstand             | 23. Juni 1970      | Bundesparteitag 1970                   | 24. Oktober 1972   |
| Alfred Onnen                          | Vertreter der Landesverbände         | 18. November 1952  | Bundesparteitag 1952                   | 3. März 1954       |
| Rainer Ortleb                         | Stellvertretender Bundesvorsitzender | 11. August 1990    | Vereinigungsparteitag der FDP 1990     | 10. Juni 1995      |
| Rainer Ortleb                         | Beisitzer Bundesvorstand             | 24. Mai 1997       | Bundesparteitag 1997                   | 5. Mai 2001        |
| Walter Ostendorff                     | Beisitzer Bundesvorstand             | 2. Juni 1984       | Bundesparteitag 1984                   | 24. Mai 1986       |
| Hans-Joachim Otto                     | Beisitzer Bundesvorstand             | 6. November 1982   | Bundesparteitag 1982                   | 7. Oktober 1988    |
| Hans-Joachim Otto                     | Beisitzer Bundesvorstand             | 11. August 1990    | Vereinigungsparteitag der FDP 1990     | 10. Juni 1995      |
| Hans-Joachim Otto                     | Beisitzer Bundesvorstand             | 6. Mai 2005        | Bundesparteitag 2005                   | 26. April 2019     |
| Hermann Oxfort                        | Beisitzer Bundesvorstand             | 30. Januar 1968    | Bundesparteitag 1968                   | 24. Oktober 1972   |
| Hermann Oxfort                        | Mitglied per Amt                     | 7. Oktober 1988    | Bundesparteitag 1988                   | 11. August 1990    |
| Detlev Paepke                         | Beisitzer Bundesvorstand             | 1. November 1991   | Bundesparteitag 1991                   | 5. Mai 2001        |
| Karl-Heinz Paqué                      | Beisitzer Bundesvorstand             | 16. Mai 2003       | Bundesparteitag 2003                   | 16. Juni 2007      |
| Karl-Heinz Paqué                      | Beisitzer Bundesvorstand             | 7. Dezember 2013   | Außerordentlicher Bundesparteitag 2013 | 26. April 2019     |
| Christiane Pätzold                    | Beisitzerin Präsidium                | 11. August 1990    | Vereinigungsparteitag der FDP 1990     | 1. November 1991   |
| Walter Peters                         | Beisitzer Bundesvorstand             | 6. Juni 1966       | Bundesparteitag 1966                   | 30. Januar 1968    |
| Walter Peters                         | Beisitzer Bundesvorstand             | 30. Januar 1968    | Bundesparteitag 1968                   | 19. November 1976  |
| Cornelia Pieper                       | Beisitzerin Bundesvorstand           | 10. Juni 1995      | Bundesparteitag 1995                   | 24. Mai 1997       |
| Cornelia Pieper                       | Stellvertretende Bundesvorsitzende   | 24. Mai 1997       | Bundesparteitag 1997                   | 5. Mai 2001        |
| Cornelia Pieper                       | Generalsekretärin                    | 5. Mai 2001        | Bundesparteitag 2001                   | 6. Mai 2005        |
| Cornelia Pieper                       | Stellvertretende Bundesvorsitzende   | 6. Mai 2005        | Bundesparteitag 2005                   | 14. Mai 2011       |
| Cornelia Pieper                       | Beisitzerin Bundesvorstand           | 14. Mai 2011       | Bundesparteitag 2011                   | 16. Mai 2015       |
| Gisela Piltz                          | Beisitzerin Bundesvorstand           | 16. Juni 2007      | Bundesparteitag 2007                   | 29. April 2017     |
| Andreas Pinkwart                      | Beisitzer Bundesvorstand             | 24. Mai 1997       | Bundesparteitag 1997                   | 29. Mai 1999       |
| Andreas Pinkwart                      | Beisitzer Bundesvorstand             | 5. Mai 2001        | Bundesparteitag 2001                   | 16. Mai 2003       |
| Andreas Pinkwart                      | Stellvertretender Bundesvorsitzender | 16. Mai 2003       | Bundesparteitag 2003                   | 14. Mai 2011       |
| Alexander Pokorny                     | Beisitzer Bundesvorstand             | 5. Mai 2001        | Bundesparteitag 2001                   | 14. Mai 2011       |
| Alexander Pokorny                     | Beisitzer Bundesvorstand             | 16. Mai 2015       | Bundesparteitag 2015                   | 14. Mai 2021       |
| Victor-Emanuel Preusker               | Vertreter der Landesverbände         | 18. September 1951 | Bundesparteitag 1951                   | 18. November 1952  |
| Victor-Emanuel Preusker               | Mitglied per Amt                     | 3. März 1954       | Bundesparteitag 1954                   | 25. März 1955      |
| Moritz Promny                         | Beisitzer Bundesvorstand             | 14. Mai 2021       | Bundesparteitag 2021                   | 21. April 2023     |
| Ludwig Martin Rade                    | Beisitzer Bundesvorstand             | 1. November 1991   | Bundesparteitag 1991                   | 10. Juni 1995      |
| Willy Max Rademacher                  | Vertreter der Landesverbände         | 18. September 1951 | Bundesparteitag 1951                   | 3. März 1954       |
| Willy Max Rademacher                  | Geschäftsführender Vorstand          | 3. März 1954       | Bundesparteitag 1954                   | 25. Januar 1957    |
| Willy Max Rademacher                  | Stellvertretender Bundesvorsitzender | 25. Januar 1957    | Bundesparteitag 1957                   | 28. März 1958      |
| Willy Max Rademacher                  | Geschäftsführender Vorstand          | 28. März 1958      | Bundesparteitag 1958                   | 22. Mai 1959       |
| Willy Max Rademacher                  | Vertreter der Landesverbände         | 6. Juni 1966       | Bundesparteitag 1966                   | 30. Januar 1968    |
| Willy Max Rademacher                  | Beisitzer Bundesvorstand             | 30. Januar 1968    | Bundesparteitag 1968                   | 23. Juni 1970      |
| Gerhart Raichle                       | Beisitzer Bundesvorstand             | 23. Juni 1970      | Bundesparteitag 1970                   | 24. Oktober 1972   |
| Walter Rasch                          | Beisitzer Bundesvorstand             | 6. November 1982   | Bundesparteitag 1982                   | 11. August 1990    |
| Christof Rasche                       | Beisitzer Bundesvorstand             | 14. Mai 2021       | Bundesparteitag 2021                   | 21. April 2023     |
| Sebastian Ratjen                      | Beisitzer Bundesvorstand             | 5. Mai 2001        | Bundesparteitag 2001                   | 6. Mai 2005        |
| Wolfgang Rauls                        | Beisitzer Bundesvorstand             | 11. August 1990    | Vereinigungsparteitag der FDP 1990     | 1. November 1991   |
| Ursula Redepenning                    | Beisitzerin Bundesvorstand           | 13. November 1978  | Bundesparteitag 1978                   | 2. Juni 1984       |
| Horst Rehberger                       | Beisitzer Bundesvorstand             | 24. Mai 1986       | Bundesparteitag 1986                   | 1. November 1991   |
| Günther Reichardt                     | Beisitzer Bundesvorstand             | 20. April 1956     | Bundesparteitag 1956                   | 28. März 1958      |
| Andreas Reichel                       | Beisitzer Bundesvorstand             | 10. Juni 1995      | Bundesparteitag 1995                   | 24. Mai 1997       |
| Andreas Reichel                       | Beisitzer Bundesvorstand             | 7. Dezember 2013   | Außerordentlicher Bundesparteitag 2013 | 14. Mai 2021       |
| Birgit Reinemund                      | Beisitzerin Bundesvorstand           | 14. Mai 2011       | Bundesparteitag 2011                   | 9. März 2013       |
| Christina Renner                      | Beisitzerin Bundesvorstand           | 29. Mai 1999       | Bundesparteitag 1999                   | 5. Mai 2001        |
| Florian Rentsch                       | Beisitzer Bundesvorstand             | 14. Mai 2011       | Bundesparteitag 2011                   | 29. April 2017     |
| Hans Revenstorff                      | Vertreter der Landesverbände         | 18. September 1951 | Bundesparteitag 1951                   | 18. November 1952  |
| Günter Rexrodt                        | Beisitzer Bundesvorstand             | 11. August 1990    | Vereinigungsparteitag der FDP 1990     | 24. Mai 1997       |
| Günter Rexrodt                        | Beisitzer Präsidium                  | 29. Mai 1999       | Bundesparteitag 1999                   | 5. Mai 2001        |
| Günter Rexrodt                        | Bundesschatzmeister                  | 5. Mai 2001        | Bundesparteitag 2001                   | 19. August 2004    |
| Manfred Richter                       | Beisitzer Bundesvorstand             | 5. Dezember 1980   | Bundesparteitag 1980                   | 2. Juni 1984       |
| Manfred Richter                       | Beisitzer Bundesvorstand             | 7. Oktober 1988    | Bundesparteitag 1988                   | 29. Mai 1999       |
| Horst-Ludwig Riemer                   | Beisitzer Bundesvorstand             | 24. Oktober 1972   | Bundesparteitag 1972                   | 5. Dezember 1980   |
| Hermann Rind                          | Beisitzer Bundesvorstand             | 24. Mai 1986       | Bundesparteitag 1986                   | 11. August 1990    |
| René Rock                             | Beisitzer Bundesvorstand             | 26. April 2019     | Bundesparteitag 2019                   | amtierend          |
| Achim Rohde                           | Beisitzer Bundesvorstand             | 24. Mai 1986       | Bundesparteitag 1986                   | 11. August 1990    |
| Achim Rohde                           | Beisitzer Bundesvorstand             | 1. November 1991   | Bundesparteitag 1991                   | 10. Juni 1995      |
| Uwe Ronneburger                       | Beisitzer Bundesvorstand             | 23. Juni 1970      | Bundesparteitag 1970                   | 19. November 1976  |
| Uwe Ronneburger                       | Stellvertretender Bundesvorsitzender | 19. November 1976  | Bundesparteitag 1976                   | 6. November 1982   |
| Uwe Ronneburger                       | Beisitzer Bundesvorstand             | 6. November 1982   | Bundesparteitag 1982                   | 10. Juni 1995      |
| Philipp Rösler                        | Beisitzer Präsidium                  | 6. Mai 2005        | Bundesparteitag 2005                   | 14. Mai 2011       |
| Philipp Rösler                        | Bundesvorsitzender                   | 14. Mai 2011       | Bundesparteitag 2011                   | 7. Dezember 2013   |
| Hans Wolfgang Rubin                   | Geschäftsführender Vorstand          | 18. September 1951 | Bundesparteitag 1951                   | 3. März 1954       |
| Hans Wolfgang Rubin                   | Bundesschatzmeister                  | 3. März 1954       | Bundesparteitag 1954                   | 1. Oktober 1974    |
| Hans Wolfgang Rubin                   | Beisitzer Bundesvorstand             | 19. November 1976  | Bundesparteitag 1976                   | 5. Dezember 1980   |
| Karl Rüdiger                          | Beisitzer Bundesvorstand             | 11. Juni 1949      | Bundesparteitag 1949                   | 18. September 1951 |
| Stefan Ruppert                        | Beisitzer Bundesvorstand             | 7. Dezember 2013   | Außerordentlicher Bundesparteitag 2013 | 14. Mai 2021       |
| Hermann Saam                          | Vertreter der Landesverbände         | 6. Juni 1966       | Bundesparteitag 1966                   | 30. Januar 1968    |
| Rolf Salo                             | Beisitzer Bundesvorstand             | 16. Mai 2009       | Bundesparteitag 2009                   | 9. März 2013       |
| Knut Sandler                          | Beisitzer Bundesvorstand             | 11. August 1990    | Vereinigungsparteitag der FDP 1990     | 1. November 1991   |
| Hans Schäfer                          | Beisitzer Bundesvorstand             | 22. Mai 1959       | Bundesparteitag 1959                   | 24. Mai 1962       |
| Helmut Schäfer                        | Beisitzer Bundesvorstand             | 24. Oktober 1972   | Bundesparteitag 1972                   | 6. November 1982   |
| Helmut Schäfer                        | Mitglied per Amt                     | 7. Oktober 1988    | Bundesparteitag 1988                   | 11. August 1990    |
| Hermann Schäfer                       | Geschäftsführender Vorstand          | 11. Juni 1949      | Bundesparteitag 1949                   | 29. April 1950     |
| Hermann Schäfer                       | Stellvertretender Bundesvorsitzender | 29. April 1950     | Bundesparteitag 1950                   | 25. März 1955      |
| Frank Schäffler                       | Beisitzer Bundesvorstand             | 14. Mai 2011       | Bundesparteitag 2011                   | 9. März 2013       |
| Walter Scheel                         | Geschäftsführender Vorstand          | 20. April 1956     | Bundesparteitag 1956                   | 22. Mai 1959       |
| Walter Scheel                         | Beisitzer Bundesvorstand             | 22. Mai 1959       | Bundesparteitag 1959                   | 24. Mai 1962       |
| Walter Scheel                         | Mitglied per Amt                     | 24. Mai 1962       | Bundesparteitag 1962                   | 6. Juni 1966       |
| Walter Scheel                         | Bundesvorsitzender                   | 30. Januar 1968    | Bundesparteitag 1968                   | 15. Mai 1974       |
| Walter Scheel                         | Ehrenvorsitzender                    | 5. Dezember 1980   | Bundesparteitag 1980                   | 24. August 2016    |
| Christoph Schenk                      | Mitglied per Amt                     | 7. Oktober 1988    | Bundesparteitag 1988                   | 11. August 1990    |
| Dietmar Schicke                       | Beisitzer Bundesvorstand             | 11. August 1990    | Vereinigungsparteitag der FDP 1990     | 1. November 1991   |
| Theo Schiller                         | Mitglied per Amt                     | 24. Oktober 1972   | Bundesparteitag 1972                   | 1. Oktober 1974    |
| Theo Schiller                         | Beisitzer Bundesvorstand             | 19. November 1976  | Bundesparteitag 1976                   | 5. Dezember 1980   |
| Wieland Schinnenburg                  | Beisitzer Bundesvorstand             | 16. Juni 2007      | Bundesparteitag 2007                   | 16. Mai 2009       |
| Cornelia Schmalz-Jacobsen             | Generalsekretärin                    | 7. Oktober 1988    | Bundesparteitag 1988                   | 1. November 1991   |
| Cornelia Schmalz-Jacobsen             | Stellvertretende Bundesvorsitzende   | 10. Juni 1995      | Bundesparteitag 1995                   | 29. Mai 1999       |
| Cornelia Schmalz-Jacobsen             | Beisitzerin Bundesvorstand           | 29. Mai 1999       | Bundesparteitag 1999                   | 5. Mai 2001        |
| Arno Schmidt                          | Beisitzer Bundesvorstand             | 11. August 1990    | Vereinigungsparteitag der FDP 1990     | 1. November 1991   |
| Maja Schmidt                          | Beisitzerin Bundesvorstand           | 10. Juni 1995      | Bundesparteitag 1995                   | 29. Mai 1999       |
| Daniela Schmitt                       | Beisitzerin Bundesvorstand           | 7. Dezember 2013   | Außerordentlicher Bundesparteitag 2013 | amtierend          |
| Heinrich Schneider                    | Vertreter der Landesverbände         | 28. März 1958      | Bundesparteitag 1958                   | 28. Januar 1960    |
| Heinrich Schneider                    | Stellvertretender Bundesvorsitzender | 28. Januar 1960    | Bundesparteitag 1960                   | 24. Mai 1962       |
| Helmut Schnorr                        | Beisitzer Bundesvorstand             | 24. Oktober 1972   | Bundesparteitag 1972                   | 14. November 1975  |
| Andreas von Schoeler                  | Beisitzer Bundesvorstand             | 19. November 1976  | Bundesparteitag 1976                   | 19. November 1982  |
| Hans-Otto Scholl                      | Beisitzer Bundesvorstand             | 19. November 1976  | Bundesparteitag 1976                   | 6. November 1982   |
| Markus Schönherr                      | Beisitzer Bundesvorstand             | 10. Juni 1995      | Bundesparteitag 1995                   | 24. Mai 1997       |
| Leif Schrader                         | Beisitzer Bundesvorstand             | 6. Mai 2005        | Bundesparteitag 2005                   | 16. Juni 2007      |
| Ria Schröder                          | Beisitzer Bundesvorstand             | 26. April 2019     | Bundesparteitag 2019                   | amtierend          |
| Helga Schuchardt                      | Beisitzerin Bundesvorstand           | 23. Juni 1970      | Bundesparteitag 1970                   | 6. November 1982   |
| Fritz-Rudolf Schultz                  | Beisitzer Bundesvorstand             | 6. Juni 1966       | Bundesparteitag 1966                   | 30. Januar 1968    |
| Fritz-Rudolf Schultz                  | Beisitzer Bundesvorstand             | 30. Januar 1968    | Bundesparteitag 1968                   | 23. Juni 1970      |
| Joachim Schultz-Tornau                | Beisitzer Präsidium                  | 10. Juni 1995      | Bundesparteitag 1995                   | 24. Mai 1997       |
| Jimmy Schulz                          | Beisitzer Bundesvorstand             | 7. Dezember 2013   | Außerordentlicher Bundesparteitag 2013 | 26. April 2019     |
| Susanne Schütz                        | Beisitzerin Bundesvorstand           | 23. April 2022     | Bundesparteitag 2022                   | 21. April 2023     |
| Irmgard Schwaetzer                    | Generalsekretärin                    | 6. November 1982   | Bundesparteitag 1982                   | 2. Juni 1984       |
| Irmgard Schwaetzer                    | Bundesschatzmeisterin                | 2. Juni 1984       | Bundesparteitag 1984                   | 7. Oktober 1988    |
| Irmgard Schwaetzer                    | Stellvertretende Bundesvorsitzende   | 7. Oktober 1988    | Bundesparteitag 1988                   | 10. Juni 1995      |
| Hermann Schwann                       | Beisitzer Bundesvorstand             | 25. Januar 1957    | Bundesparteitag 1957                   | 28. März 1958      |
| Jürgen Schweinfurth                   | Beisitzer Bundesvorstand             | 13. November 1978  | Bundesparteitag 1978                   | 5. Dezember 1980   |
| Carl-Hubert Schwennicke               | Geschäftsführender Vorstand          | 11. Juni 1949      | Bundesparteitag 1949                   | 3. März 1954       |
| Carl-Hubert Schwennicke               | Stellvertretender Bundesvorsitzender | 3. März 1954       | Bundesparteitag 1954                   | 25. März 1955      |
| Carl-Hubert Schwennicke               | Vertreter der Landesverbände         | 25. März 1955      | Bundesparteitag 1955                   | 25. Januar 1957    |
| Erich Schwertner                      | Geschäftsführender Vorstand          | 28. März 1958      | Bundesparteitag 1958                   | 22. Mai 1959       |
| Erich Schwertner                      | Beisitzer Bundesvorstand             | 22. Mai 1959       | Bundesparteitag 1959                   | 28. Januar 1960    |
| Ursula Seiler-Albring                 | Beisitzerin Bundesvorstand           | 7. Oktober 1988    | Bundesparteitag 1988                   | 12. Juni 1993      |
| Sigrid Semper                         | Beisitzerin Bundesvorstand           | 10. Juni 1995      | Bundesparteitag 1995                   | 24. Mai 1997       |
| Mieke Senftleben                      | Beisitzerin Bundesvorstand           | 14. Mai 2011       | Bundesparteitag 2011                   | 29. April 2017     |
| Hartmut Sieckmann                     | Beisitzer Bundesvorstand             | 11. August 1990    | Vereinigungsparteitag der FDP 1990     | 1. November 1991   |
| Paul Simonis                          | Vertreter der Landesverbände         | 28. Januar 1960    | Bundesparteitag 1960                   | 30. Januar 1968    |
| Frank Sitta                           | Beisitzer Präsidium                  | 29. April 2017     | Bundesparteitag 2017                   | 19. September 2020 |
| Judith Skudelny                       | Beisitzer Bundesvorstand             | 29. April 2017     | Bundesparteitag 2017                   | amtierend          |
| Hermann Otto Solms                    | Bundesschatzmeister                  | 7. Oktober 1988    | Bundesparteitag 1988                   | 29. Mai 1999       |
| Hermann Otto Solms                    | Bundesschatzmeister                  | 6. Mai 2005        | Bundesparteitag 2005                   | 14. Mai 2011       |
| Hermann Otto Solms                    | Bundesschatzmeister                  | 7. Dezember 2013   | Außerordentlicher Bundesparteitag 2013 | 19. September 2020 |
| Hermann Otto Solms                    | Ehrenvorsitzender                    | 19. September 2020 | Außerordentlicher Bundesparteitag 2020 | amtierend          |
| Reinhard Soltau                       | Beisitzer Bundesvorstand             | 16. Mai 2003       | Bundesparteitag 2003                   | 6. Mai 2005        |
| Kurt Spitzmüller                      | Beisitzer Bundesvorstand             | 23. Juni 1970      | Bundesparteitag 1970                   | 19. November 1976  |
| Max Stadler                           | Beisitzer Bundesvorstand             | 1. November 1991   | Bundesparteitag 1991                   | 29. Mai 1999       |
| Wolfgang Stammberger                  | Mitglied per Amt                     | 24. Mai 1962       | Bundesparteitag 1962                   | 2. Juni 1964       |
| Joachim Stamp                         | Beisitzer Bundesvorstand             | 9. März 2013       | Bundesparteitag 2013                   | 26. April 2019     |
| Bettina Stark-Watzinger               | Beisitzerin Bundesvorstand           | 29. April 2017     | Bundesparteitag 2017                   | amtierend          |
| Heinz Starke                          | Mitglied per Amt                     | 24. Mai 1962       | Bundesparteitag 1962                   | 2. Juni 1964       |
| Heinz Starke                          | Beisitzer Bundesvorstand             | 2. Juni 1964       | Bundesparteitag 1964                   | 30. Januar 1968    |
| Heinz Starke                          | Beisitzer Bundesvorstand             | 30. Januar 1968    | Bundesparteitag 1968                   | 23. Juni 1970      |
| Artur Stegner                         | Vertreter der Landesverbände         | 18. September 1951 | Bundesparteitag 1951                   | 18. November 1952  |
| Artur Stegner                         | Geschäftsführender Vorstand          | 18. November 1952  | Bundesparteitag 1952                   | 3. März 1954       |
| Lencke Wischhusen                     | Beisitzerin Bundesvorstand           | 16. Mai 2015       | Bundesparteitag 2015                   | 21. April 2023     |
| Rainer Stinner                        | Beisitzer Bundesvorstand             | 6. Mai 2005        | Bundesparteitag 2005                   | 16. Mai 2009       |
| Marie-Agnes Strack-Zimmermann         | Stellvertretende Bundesvorsitzende   | 7. Dezember 2013   | Außerordentlicher Bundesparteitag 2013 | 26. April 2019     |
| Marie-Agnes Strack-Zimmermann         | Beisitzerin Bundesvorstand           | 26. April 2019     | Bundesparteitag 2019                   | amtierend          |
| Christoph Strässer                    | Beisitzer Bundesvorstand             | 5. Dezember 1980   | Bundesparteitag 1980                   | 6. November 1982   |
| Joachim Strömer                       | Geschäftsführender Vorstand          | 3. März 1954       | Bundesparteitag 1954                   | 20. April 1956     |
| Hermann Stützer                       | Beisitzer Bundesvorstand             | 29. Mai 1999       | Bundesparteitag 1999                   | 5. Mai 2001        |
| Katja Suding                          | Beisitzerin Bundesvorstand           | 14. Mai 2011       | Bundesparteitag 2011                   | 7. Dezember 2013   |
| Katja Suding                          | Beisitzerin Präsidium                | 7. Dezember 2013   | Außerordentlicher Bundesparteitag 2013 | 16. Mai 2015       |
| Katja Suding                          | Stellvertretende Bundesvorsitzende   | 16. Mai 2015       | Bundesparteitag 2015                   | 14. Mai 2021       |
| Walter Teusch                         | Beisitzer Bundesvorstand             | 10. Juni 1995      | Bundesparteitag 1995                   | 29. Mai 1999       |
| Linda Teuteberg                       | Beisitzerin Bundesvorstand           | 14. Mai 2011       | Bundesparteitag 2011                   | 26. April 2019     |
| Linda Teuteberg                       | Generalsekretärin                    | 26. April 2019     | Bundesparteitag 2019                   | 19. September 2020 |
| Linda Teuteberg                       | Beisitzerin Bundesvorstand           | 14. Mai 2021       | Bundesparteitag 2021                   | amtierend          |
| Jens Teutrine                         | Beisitzer Bundesvorstand             | 14. Mai 2021       | Bundesparteitag 2021                   | 21. April 2023     |
| Susanne Thaler                        | Beisitzerin Bundesvorstand           | 1. November 1991   | Bundesparteitag 1991                   | 12. Juni 1993      |
| Alexandra Thein                       | Beisitzerin Bundesvorstand           | 16. Mai 2015       | Bundesparteitag 2015                   | 29. April 2017     |
| Michael Theurer                       | Beisitzer Bundesvorstand             | 16. Mai 2003       | Bundesparteitag 2003                   | 1. September 2024  |
| Carl-Ludwig Thiele                    | Beisitzer Bundesvorstand             | 10. Juni 1995      | Bundesparteitag 1995                   | 29. Mai 1999       |
| Carl-Ludwig Thiele                    | Bundesschatzmeister                  | 29. Mai 1999       | Bundesparteitag 1999                   | 5. Mai 2001        |
| Carl-Ludwig Thiele                    | Beisitzer Bundesvorstand             | 5. Mai 2001        | Bundesparteitag 2001                   | 14. Mai 2011       |
| Dieter Thomae                         | Beisitzer Bundesvorstand             | 29. Mai 1999       | Bundesparteitag 1999                   | 16. Juni 2007      |
| Detlef Thomaneck                      | Beisitzer Bundesvorstand             | 10. Juni 1995      | Bundesparteitag 1995                   | 29. Mai 1999       |
| Florian Toncar                        | Beisitzer Bundesvorstand             | 9. März 2013       | Bundesparteitag 2013                   | 7. Dezember 2013   |
| Anna-Elisabeth von Treuenfels-Frowein | Beisitzer Bundesvorstand             | 26. April 2019     | Bundesparteitag 2019                   | 14. Mai 2021       |
| Jürgen Türk                           | Beisitzer Bundesvorstand             | 10. Juni 1995      | Bundesparteitag 1995                   | 29. Mai 1999       |
| Jürgen Türk                           | Beisitzer Bundesvorstand             | 5. Mai 2001        | Bundesparteitag 2001                   | 16. Mai 2003       |
| Gerald Ullrich                        | Beisitzer Bundesvorstand             | 14. Mai 2021       | Bundesparteitag 2021                   | amtierend          |
| Günter Verheugen                      | Generalsekretär                      | 13. November 1978  | Bundesparteitag 1978                   | 17. September 1982 |
| Johannes Vogel                        | Beisitzer Bundesvorstand             | 16. Juni 2007      | Bundesparteitag 2007                   | amtierend          |
| Robert Vogel                          | Beisitzer Bundesvorstand             | 7. Oktober 1988    | Bundesparteitag 1988                   | 10. Juni 1995      |
| Christopher Vogt                      | Beisitzer Bundesvorstand             | 14. Mai 2021       | Bundesparteitag 2021                   | amtierend          |
| Claas Voigt                           | Beisitzer Bundesvorstand             | 16. Mai 2015       | Bundesparteitag 2015                   | 26. April 2019     |
| Paul Waeldin                          | Vertreter der Landesverbände         | 18. September 1951 | Bundesparteitag 1951                   | 18. November 1952  |
| Ruth Wagner                           | Beisitzerin Bundesvorstand           | 7. Oktober 1988    | Bundesparteitag 1988                   | 11. August 1990    |
| Ruth Wagner                           | Beisitzerin Präsidium                | 11. August 1990    | Vereinigungsparteitag der FDP 1990     | 1. November 1991   |
| Ruth Wagner                           | Beisitzerin Bundesvorstand           | 1. November 1991   | Bundesparteitag 1991                   | 16. Juni 2007      |
| Hans Ludwig Waiblinger                | Beisitzer Bundesvorstand             | 29. April 1950     | Bundesparteitag 1950                   | 18. September 1951 |
| Rüdiger von Wechmar                   | Mitglied per Amt                     | 7. Oktober 1988    | Bundesparteitag 1988                   | 12. Juni 1993      |
| Fritz Wedel                           | Beisitzer Bundesvorstand             | 24. Mai 1962       | Bundesparteitag 1962                   | 6. Juni 1966       |
| Sandra Weeser                         | Beisitzerin Bundesvorstand           | 14. Mai 2021       | Bundesparteitag 2021                   | amtierend          |
| Christiane Weisheit                   | Beisitzerin Bundesvorstand           | 12. Juni 1993      | Bundesparteitag 1993                   | 10. Juni 1995      |
| Hans Wellhausen                       | Beisitzer Bundesvorstand             | 18. September 1951 | Bundesparteitag 1951                   | 25. März 1955      |
| Hans Dieter Wendt                     | Beisitzer Bundesvorstand             | 3. März 1954       | Bundesparteitag 1954                   | 25. März 1955      |
| Wolfgang Weng                         | Mitglied per Amt                     | 11. August 1990    | Vereinigungsparteitag der FDP 1990     | 12. Juni 1993      |
| Hermann Wenhold                       | Vertreter der Landesverbände         | 18. September 1951 | Bundesparteitag 1951                   | 18. November 1952  |
| Roland Werner                         | Beisitzer Bundesvorstand             | 9. März 2013       | Bundesparteitag 2013                   | 26. April 2019     |
| Guido Westerwelle                     | Beisitzer Bundesvorstand             | 7. Oktober 1988    | Bundesparteitag 1988                   | 10. Juni 1995      |
| Guido Westerwelle                     | Generalsekretär                      | 10. Juni 1995      | Bundesparteitag 1995                   | 5. Mai 2001        |
| Guido Westerwelle                     | Bundesvorsitzender                   | 5. Mai 2001        | Bundesparteitag 2001                   | 14. Mai 2011       |
| Willi Weyer                           | Vertreter der Landesverbände         | 3. März 1954       | Bundesparteitag 1954                   | 2. Juni 1964       |
| Willi Weyer                           | Stellvertretender Bundesvorsitzender | 2. Juni 1964       | Bundesparteitag 1964                   | 30. Januar 1968    |
| Willi Weyer                           | Beisitzer Bundesvorstand             | 30. Januar 1968    | Bundesparteitag 1968                   | 24. Oktober 1972   |
| Hans-Joachim Widmann                  | Beisitzer Bundesvorstand             | 10. Juni 1995      | Bundesparteitag 1995                   | 24. Mai 1997       |
| Rudolf Widmann                        | Beisitzer Bundesvorstand             | 2. Juni 1984       | Bundesparteitag 1984                   | 24. Mai 1986       |
| Frank-Michael Wiegand                 | Beisitzer Bundesvorstand             | 24. Mai 1997       | Bundesparteitag 1997                   | 29. Mai 1999       |
| Eberhard Wildermuth                   | Geschäftsführender Vorstand          | 11. Juni 1949      | Bundesparteitag 1949                   | 29. April 1950     |
| Eberhard Wildermuth                   | Mitglied per Amt                     | 29. April 1950     | Bundesparteitag 1950                   | 9. März 1952       |
| Otto Wilke                            | Beisitzer Bundesvorstand             | 24. Mai 1986       | Bundesparteitag 1986                   | 1. November 1991   |
| Rudolf Will                           | Vertreter der Landesverbände         | 25. Januar 1957    | Bundesparteitag 1957                   | 28. Januar 1960    |
| Carl-Jochen Winter                    | Beisitzer Bundesvorstand             | 10. Juni 1995      | Bundesparteitag 1995                   | 24. Mai 1997       |
| Volker Wissing                        | Beisitzer Bundesvorstand             | 16. Juni 2007      | Bundesparteitag 2007                   | 7. Dezember 2013   |
| Volker Wissing                        | Beisitzer Präsidium                  | 7. Dezember 2013   | Außerordentlicher Bundesparteitag 2013 | 7. November 2024   |
| Ingo Wolf                             | Beisitzer Bundesvorstand             | 6. Mai 2005        | Bundesparteitag 2005                   | 16. Juni 2007      |
| Hartfrid Wolff                        | Beisitzer Bundesvorstand             | 16. Mai 2009       | Bundesparteitag 2009                   | 16. Mai 2015       |
| Torsten Wolfgramm                     | Beisitzer Bundesvorstand             | 11. August 1990    | Vereinigungsparteitag der FDP 1990     | 1. November 1991   |
| Dieter Wöstenberg                     | Beisitzer Bundesvorstand             | 11. August 1990    | Vereinigungsparteitag der FDP 1990     | 1. November 1991   |
| Richard Wurbs                         | Bundesschatzmeister                  | 30. Mai 1981       | Bundesparteitag 1981                   | 2. Juni 1984       |
| Uta Würfel                            | Beisitzerin Bundesvorstand           | 11. August 1990    | Vereinigungsparteitag der FDP 1990     | 10. Juni 1995      |
| Holger Zastrow                        | Beisitzer Bundesvorstand             | 5. Mai 2001        | Bundesparteitag 2001                   | 14. Mai 2011       |
| Holger Zastrow                        | Stellvertretender Bundesvorsitzender | 14. Mai 2011       | Bundesparteitag 2011                   | 7. Dezember 2013   |
| Holger Zastrow                        | Beisitzer Präsidium                  | 16. Mai 2015       | Bundesparteitag 2015                   | 29. April 2017     |
| Martin Zeil                           | Beisitzer Bundesvorstand             | 16. Juni 2007      | Bundesparteitag 2007                   | 7. Dezember 2013   |
| Siegfried Zoglmann                    | Beisitzer Bundesvorstand             | 2. Juni 1964       | Bundesparteitag 1964                   | 6. Juni 1966       |
| Siegfried Zoglmann                    | Vertreter der Landesverbände         | 6. Juni 1966       | Bundesparteitag 1966                   | 30. Januar 1968    |
| Siegfried Zoglmann                    | Beisitzer Bundesvorstand             | 30. Januar 1968    | Bundesparteitag 1968                   | 23. Juni 1970      |
| Wolf-Dieter Zumpfort                  | Beisitzer Bundesvorstand             | 6. November 1982   | Bundesparteitag 1982                   | 7. Oktober 1988    |
| Werner Zywietz                        | Beisitzer Bundesvorstand             | 2. Juni 1984       | Bundesparteitag 1984                   | 11. August 1990    |
| Anmerkungen: 1.                       |                                      |                    |                                        |                    |